# Schwerin (mecklenburgisch-pommersches Adelsgeschlecht)

Stammwappen derer von Schwerin

Schwerin ist der Name eines mecklenburgischen und pommerschen Uradelsgeschlechts. Zweige der Familie, die nicht stammesverwandt sind mit dem mittelalterlichen Geschlecht der Grafen von Schwerin, bestehen bis heute.

## Geschichtlicher Abriss
Das Geschlecht erscheint im Jahr 1178 erstmals urkundlich mit Bernardus dictus advocatus in Zverin, Vogt der Veste am Schweriner See (in der Grafschaft Schwerin), mit dem auch die direkte Stammreihe beginnt. Im Jahre 1251 landete Gerhard Schwerin auf der Insel Usedom und gründet die Linie Stolpe. Später erwarb es in Pommern ausgedehnten Grundbesitz und gehörte dort seit 1250 mit den Burgen Altwigshagen, Landskron (seit 1576) und Spantekow (alle heute Landkreis Vorpommern-Greifswald) zu den schlossgesessenen Geschlechtern. Die Familie war seit 1357 Erbküchenmeister in Altvorpommern, was seit 1853 mit dem Besitz von Schwerinsburg (heute Ortsteil von Ducherow, Landkreis Vorpommern-Greifswald) verbunden war. Neben dem Erbküchenmeisteramt von Altvorpommern hatte die Linie Alt-Landsberg seit dem 3. Oktober 1654 auch die Würde eines Erbkämmerers der Kurmark Brandenburg inne.
Im Einschreibebuch des Klosters Dobbertin befinden sich sechs Eintragungen von Töchtern der gräflichen Familie von Schwerin von 1854 bis 1913 aus Mildenitz, Göhren und Wolfshagen zur Aufnahme in das adelige Damenstift im Kloster Dobbertin.
Bereits im 18. Jahrhundert ist eine gutsherrliche Ausbreitung in Schweden nachweisbar.
Erst im 19. Jahrhundert siedelte sich eine Familie im nördlichen Vorpommern an, in Ziethen und Lentschow bis 1945. Dort wurden sie ständische Mitglieder des Kreistages des Landkreises Greifswald. Im dortigen Kreishaus hing ein Wappenfries mit den Wappen der 24 Gutsherrschaften und der 3 Städte, darunter auch das der Grafen von Schwerin aus Ziethen/Lentschow.

## Präsentationsrecht zum Preußischen Herrenhaus
König Friedrich Wilhelm IV. verlieh dem Geschlecht 1855 das Präsentationsrecht zum Preußischen Herrenhaus. Die Familie gehörte damit zu den zehn Familien, die in der Anfangsphase des Herrenhauses 1854/1855 dieses Recht erhielten.
Auf Präsentation des Verbandes der von Schwerinschen Familie saßen im Herrenhaus:
- 1856–1903: Victor Graf von Schwerin (1814–1903), Rittergutsbesitzer
- 1904–1906: Bernhard Graf von Schwerin (1831–1906), Fideikommissbesitzer
- 1906–1918: Hermann Graf von Schwerin (1851–1918), Fideikommiss- und Rittergutsbesitzer

## Standeserhebungen und Namensformen
Die Familie erhielt im Laufe der Zeit mehrere Erhebungen in den Grafenstand, erstmals wurde sie mit Otto von Schwerin (1645–1705) aus der Linie Altlandsberg, Erbkämmerer der Kurmark und brandenburg-preußischer Staatsminister, am 11. September 1700 in den Reichsgrafenstand erhoben. Am 31. Juli 1740 erfolgte die Erteilung der preußischen Grafenwürde an die Linie Schwerinsburg. Jakob Philipp von Schwerin erhielt für sich und seine Nachkommen am 8. November 1766 die Erhebung in den schwedischen Grafenstand. Der preußische Grafenstand als „Graf von Zieten-Schwerin“ wurde am 14. September 1859 Albert von Schwerin, nunmehr Albert Graf von Zieten-Schwerin, verliehen, und zwar nach dem Recht der Erstgeburt (Primogenitur) aus je adliger Ehe für den jeweiligen Besitzer des 1852 gestifteten Fideikommiss Wustrau. Die übrigen Nachkommen dieses Zweiges führten weiterhin den Namen „von Schwerin“.
Als weitere Namensformen gibt es noch: „Graf von Schwerin von Schwanenfeld“ 1930 für Ulrich Wilhelm Graf Schwerin von Schwanenfeld (adelsrechtliche Nichtbeanstandung vom 23. März 1952) und 1925 „Graf Schwerin von Krosigk“ durch Adoption für Johann Ludwig von Krosigk, nunmehr Johann Ludwig Graf Schwerin von Krosigk (adelsrechtliche Nichtbeanstandung vom 3. Juni 1951).

## Besitzungen
1862 sind für die Familie allein in ihrem Stammgebiet, dem vorpommerschen Landkreis Anklam, folgende Besitzungen aufgeführt:
- Erbengemeinschaft der Grafen und Herren v. S.: Spantekow, Spantekow-Forst, Drewelow, Rebelow – gesamt 8.782 Morgen
- Graf Maximilian von Schwerin-Putzar: Putzar, Boldekow und Bornmühl, Glien, Kavelpaß, Rubenow und Borntin, Schmuggerow und Wilhelmshof, Zinzow – gesamt 18.878 Morgen
- Graf Viktor von Schwerin: Schwerinsburg und Werder, Löwitz, Sarnow und Wendfeld, Sophienhof und Wusseken, Dennin und Stern – gesamt 15.714 Morgen
- Graf Carl´s von Schwerin – Erben: Busow, Ducherow und Molwitz, Medow – gesamt 8.298 Morgen
- Graf Bernhard von Schwerin: Dargibel – gesamt 2.190 Morgen
- Graf Helmuth von Schwerin: Louisenhof – gesamt 790 Morgen
- Wilhelm von Schwerin: Janow und Landskron, Rehberg – gesamt 5.360 Morgen
- Rudolf von Schwerin: Kurtshagen, Neuendorf A – gesamt 4.369 Morgen

Das sind zusammen 64.365 Morgen, das sind 1/4 des Kreises Anklam. Nach heutigen Maßen sind das 42.159 Hektar. Man nannte das Gebiet deshalb den „Grafenwinkel“. 1876 hatte die Gesamtfamilie mit allen Zweigen 55.500 ha Grundbesitz.
Durch die 1876 geschlossene Ehe des Grafen Karl aus dem Hause Schwerinsburg mit Luise Freiin von Nordeck zur Rabenau kamen deren Erbgüter in Hessen bis heute an seine Linie, Schloss Friedelhausen mit dem Hofgut Appenborn sowie Burg Nordeck und die Oberburg Rabenau.

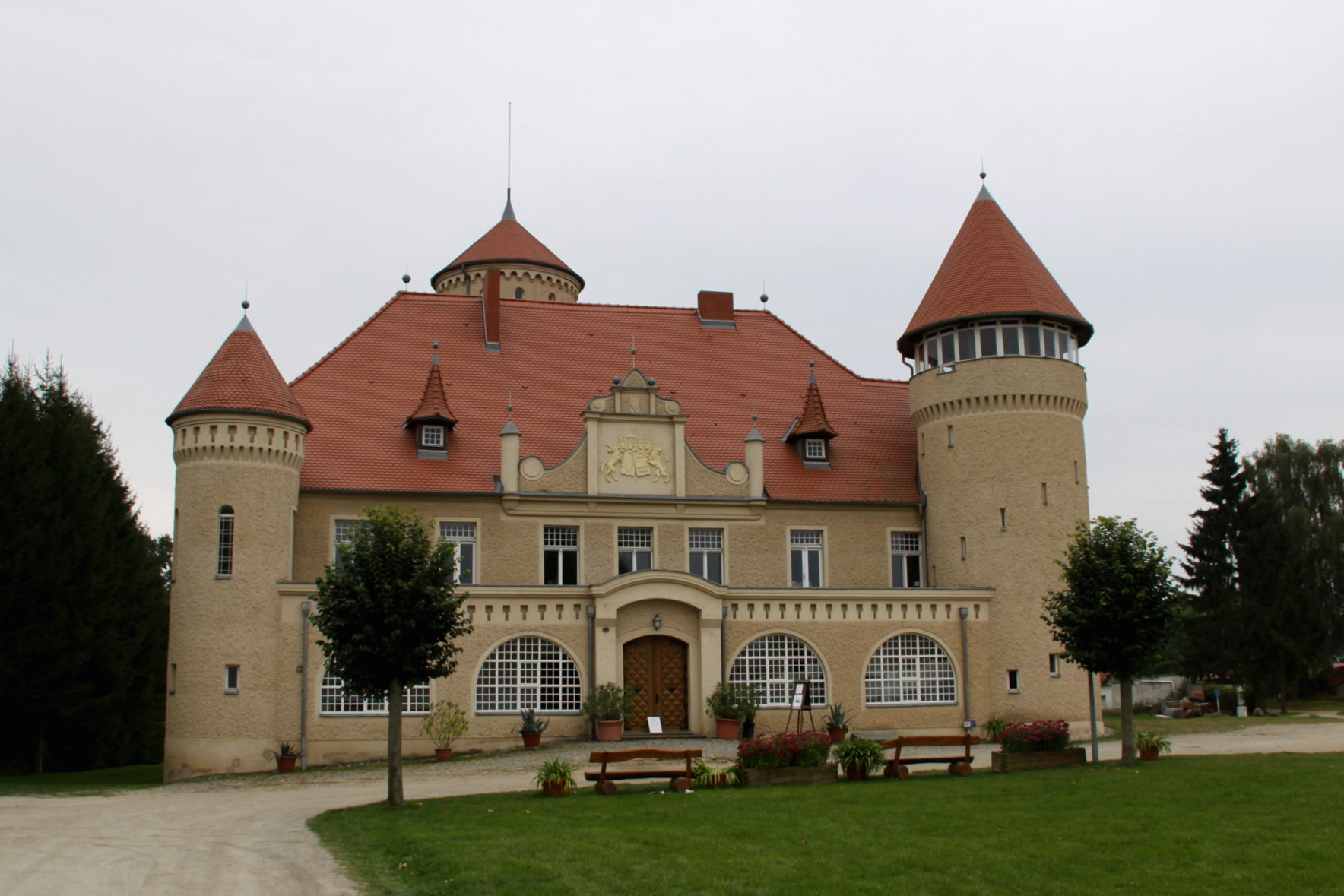
Schloss Stolpe
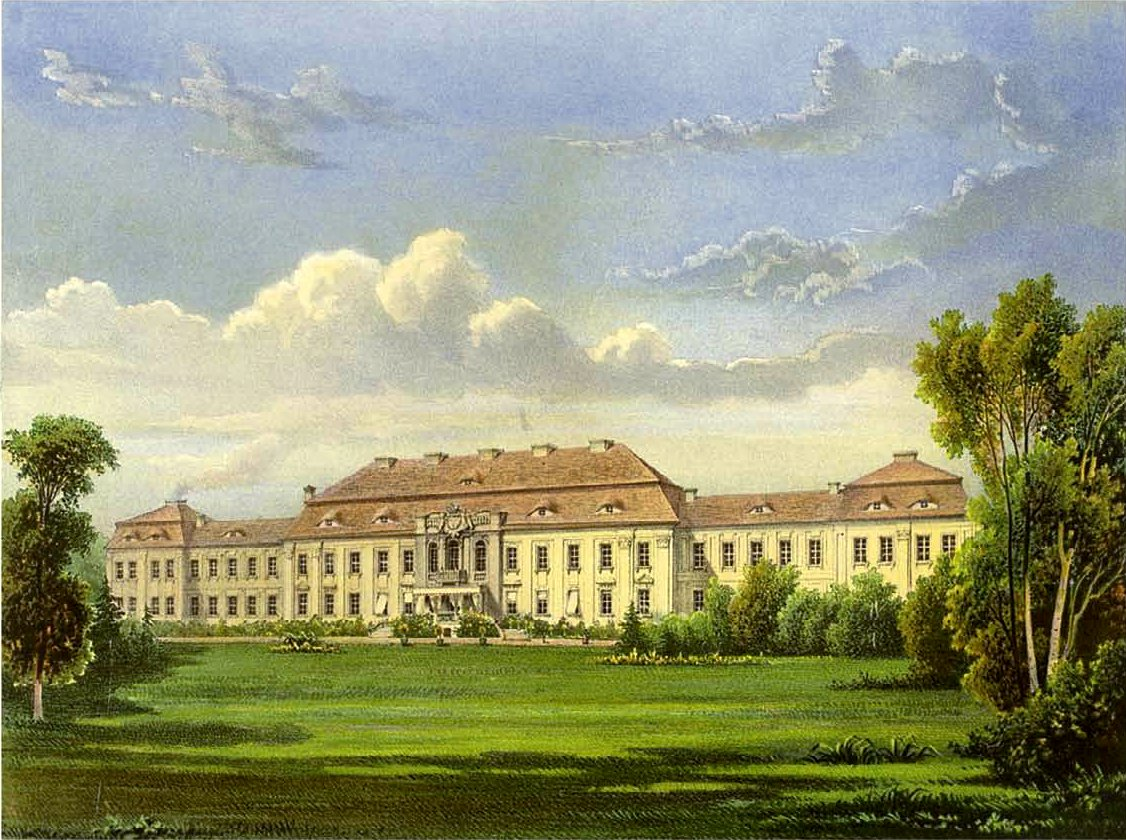
Schwerinsburg
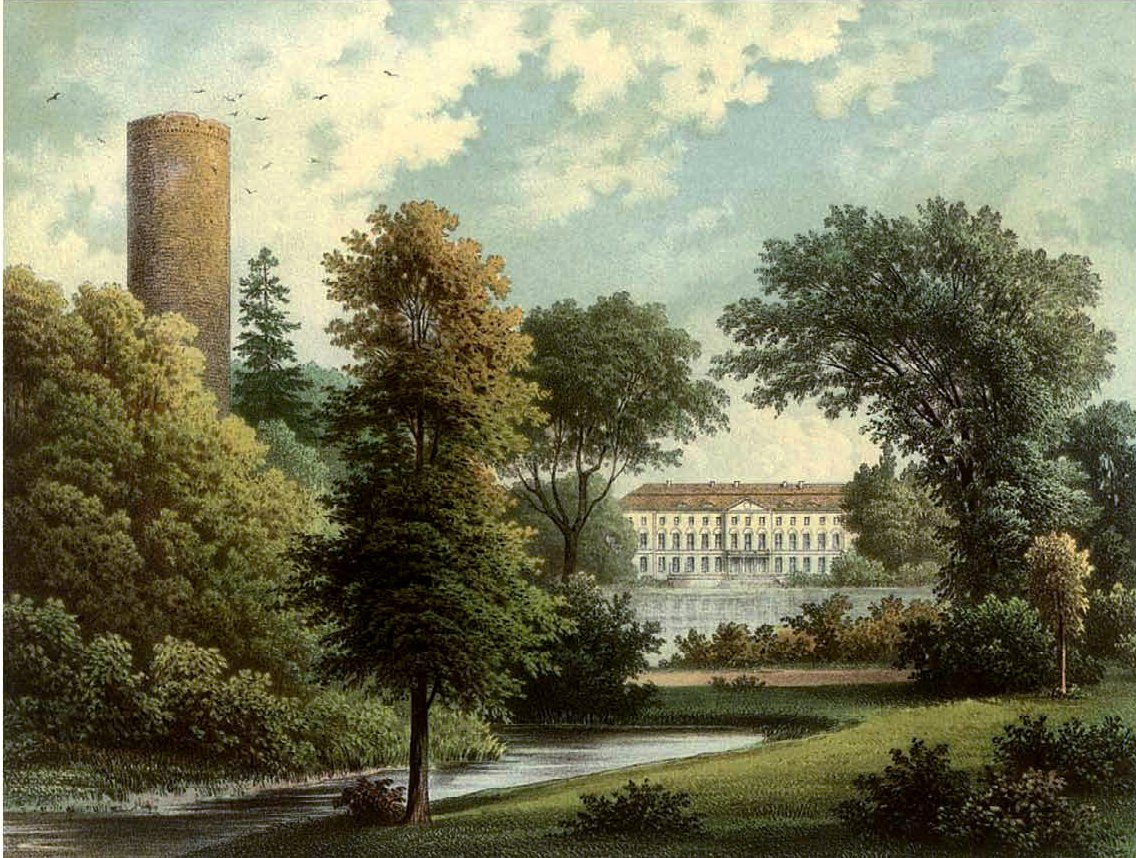
Wolfshagen
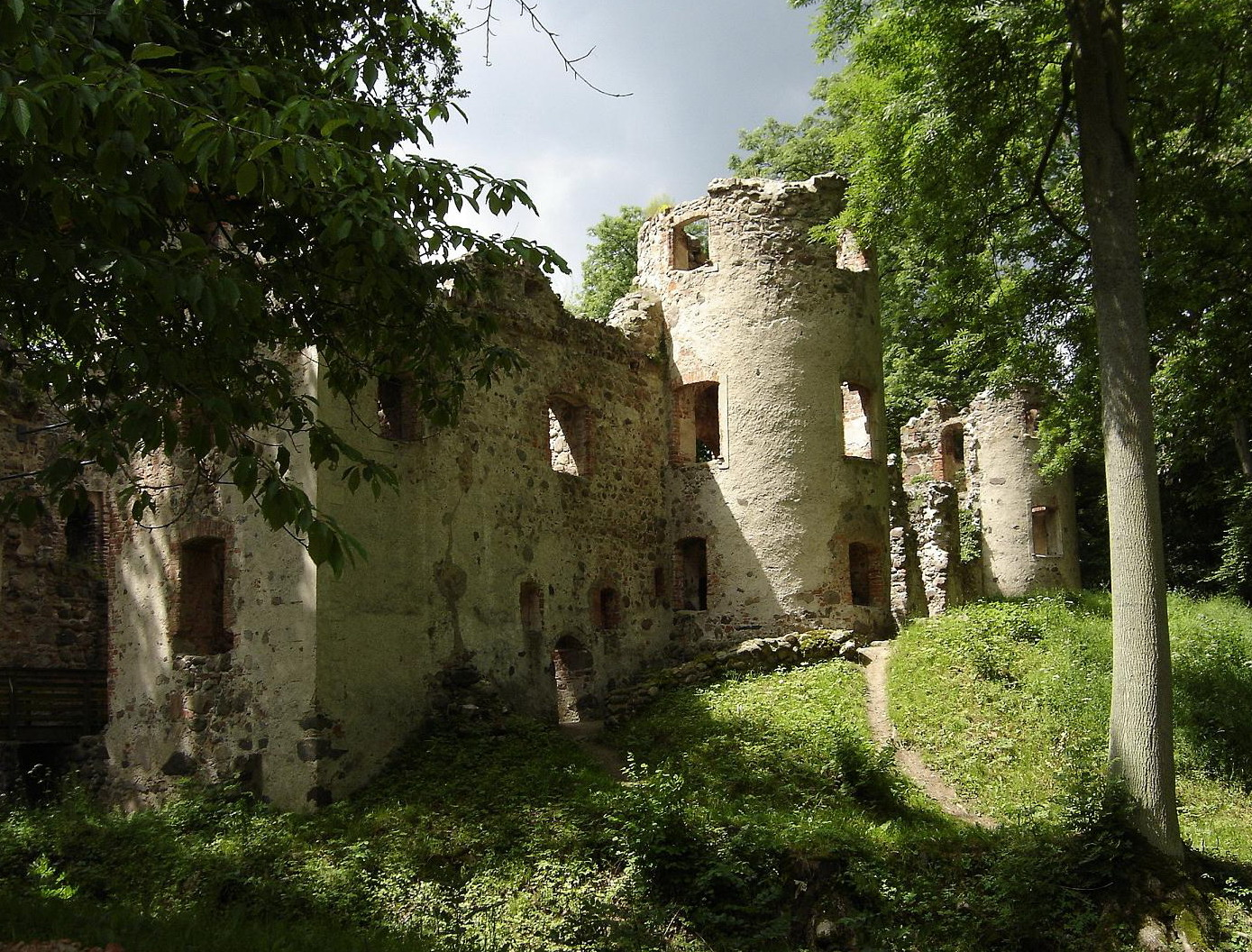
Burg Landskron (Vorpommern)
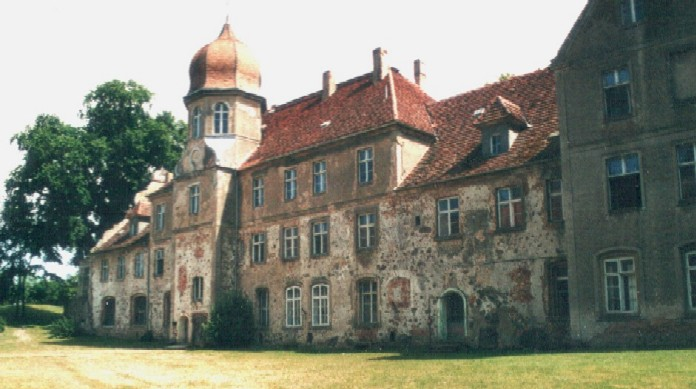
Spantekow
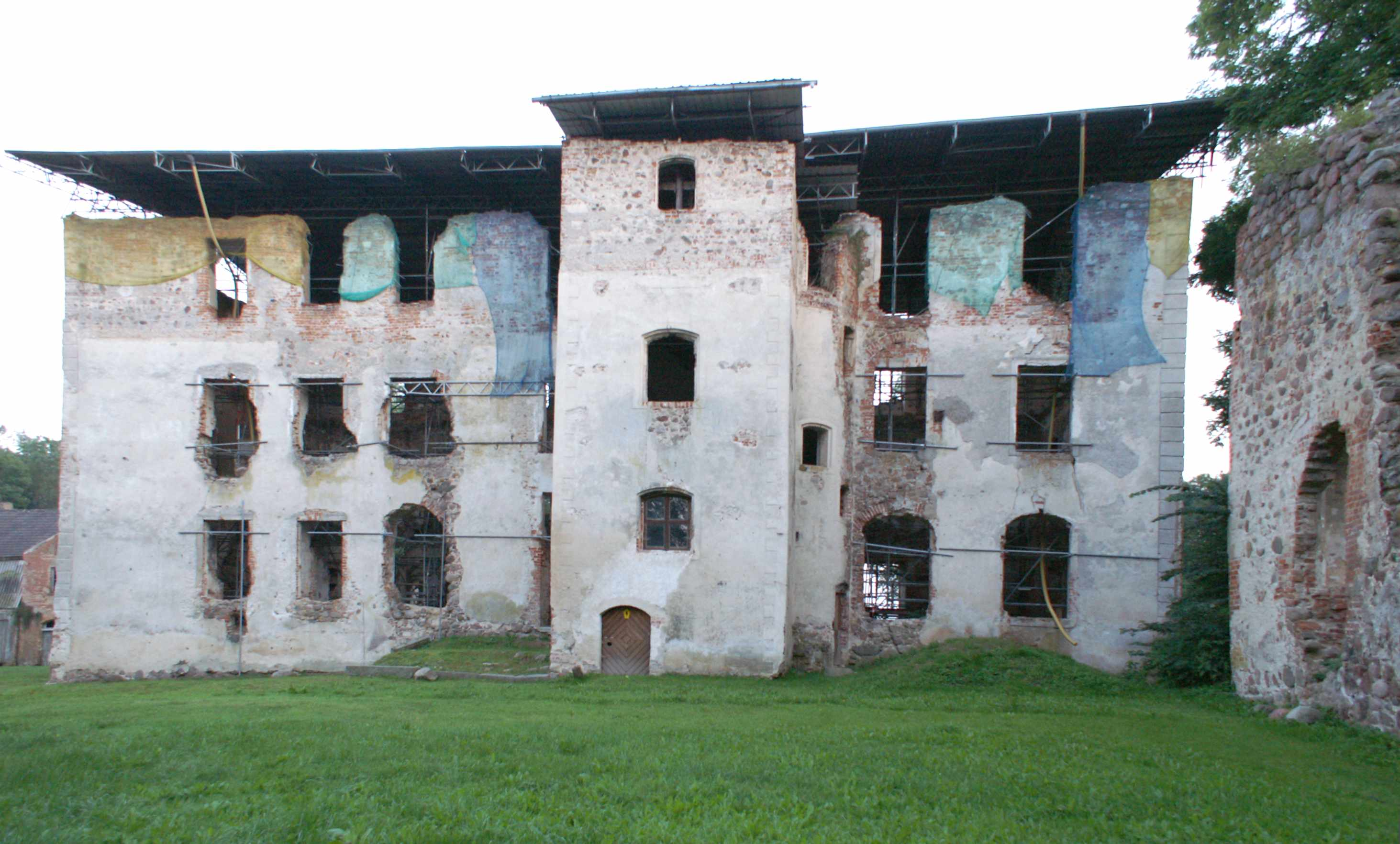
Schloss Putzar
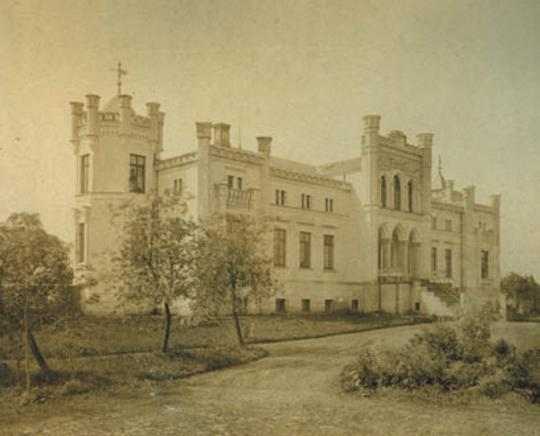
Löwitz
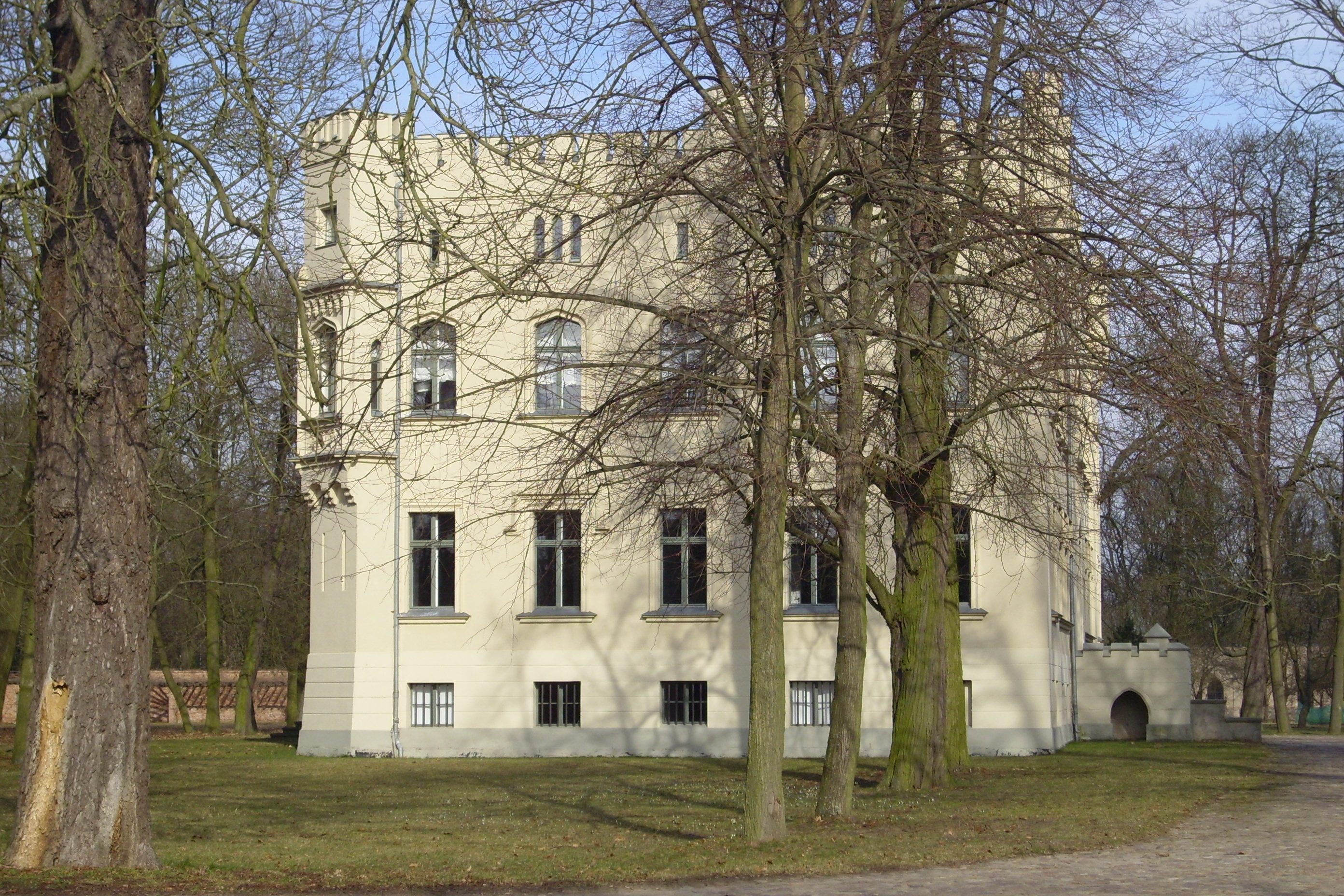
Wendisch-Wilmersdorf
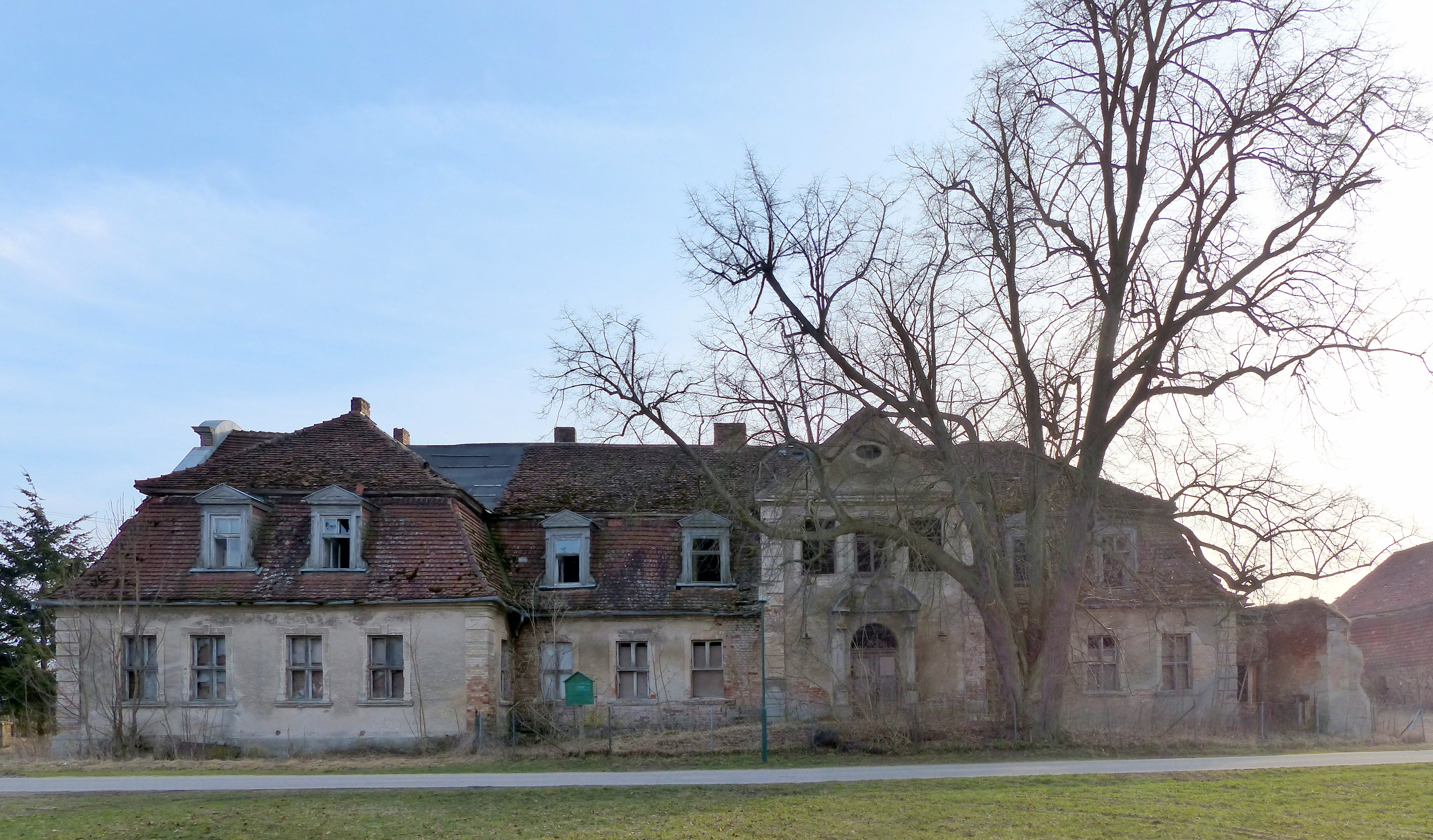
Dargibell
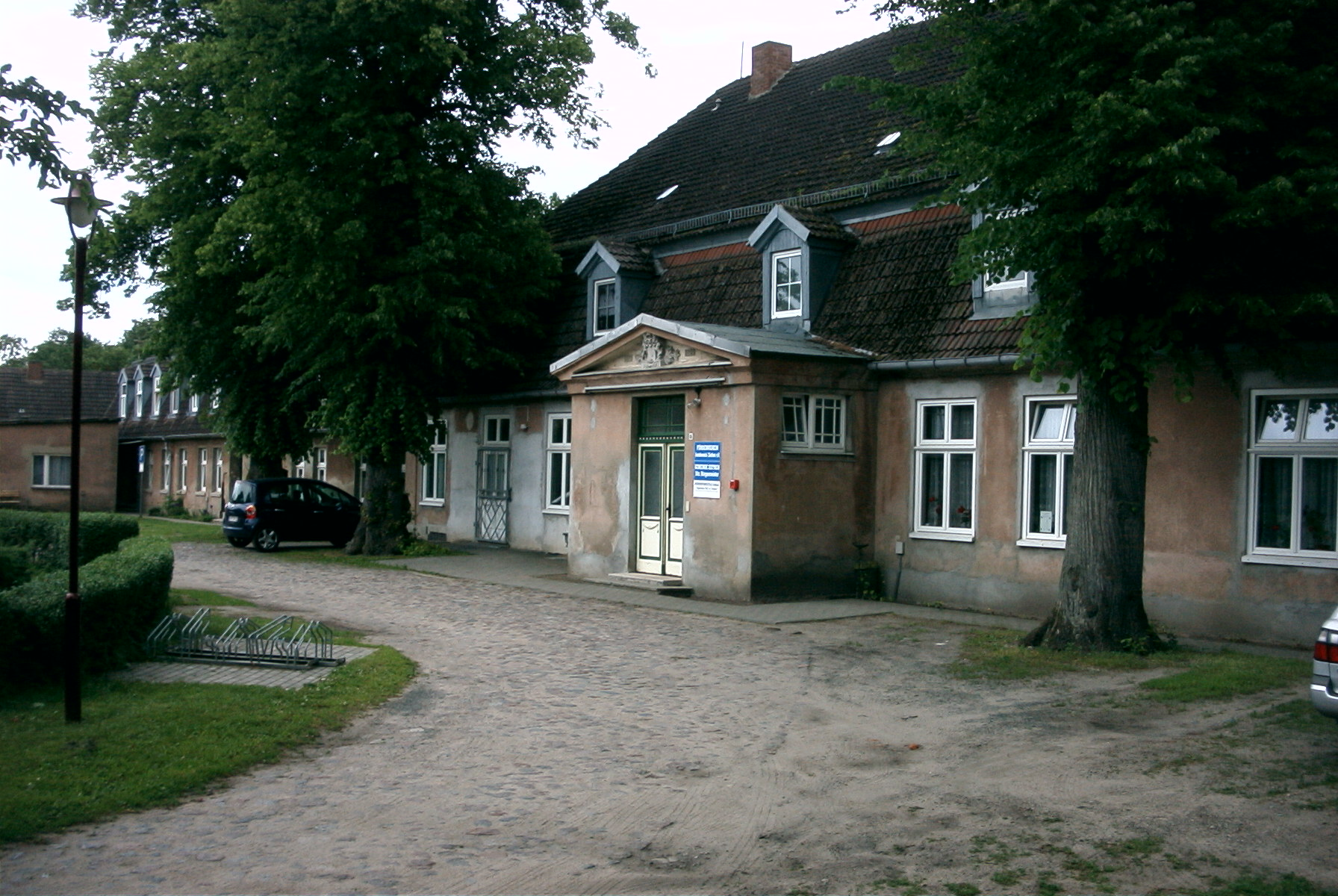
Ziethen
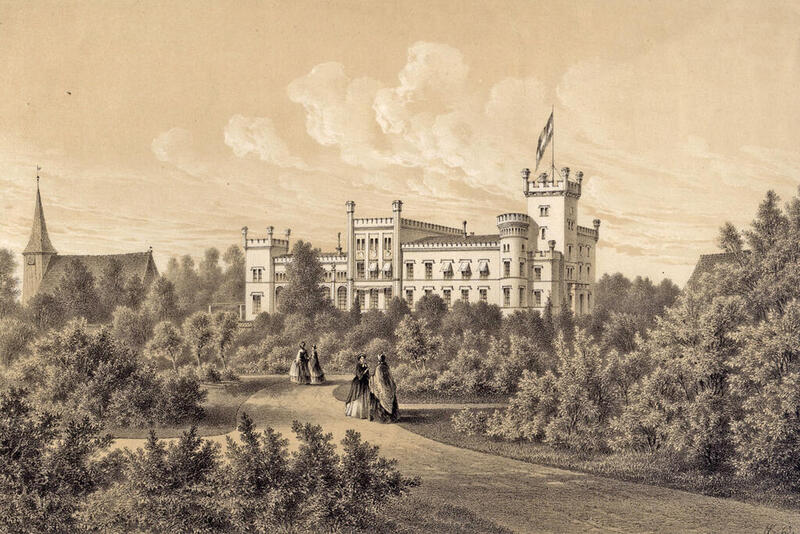
Göhren
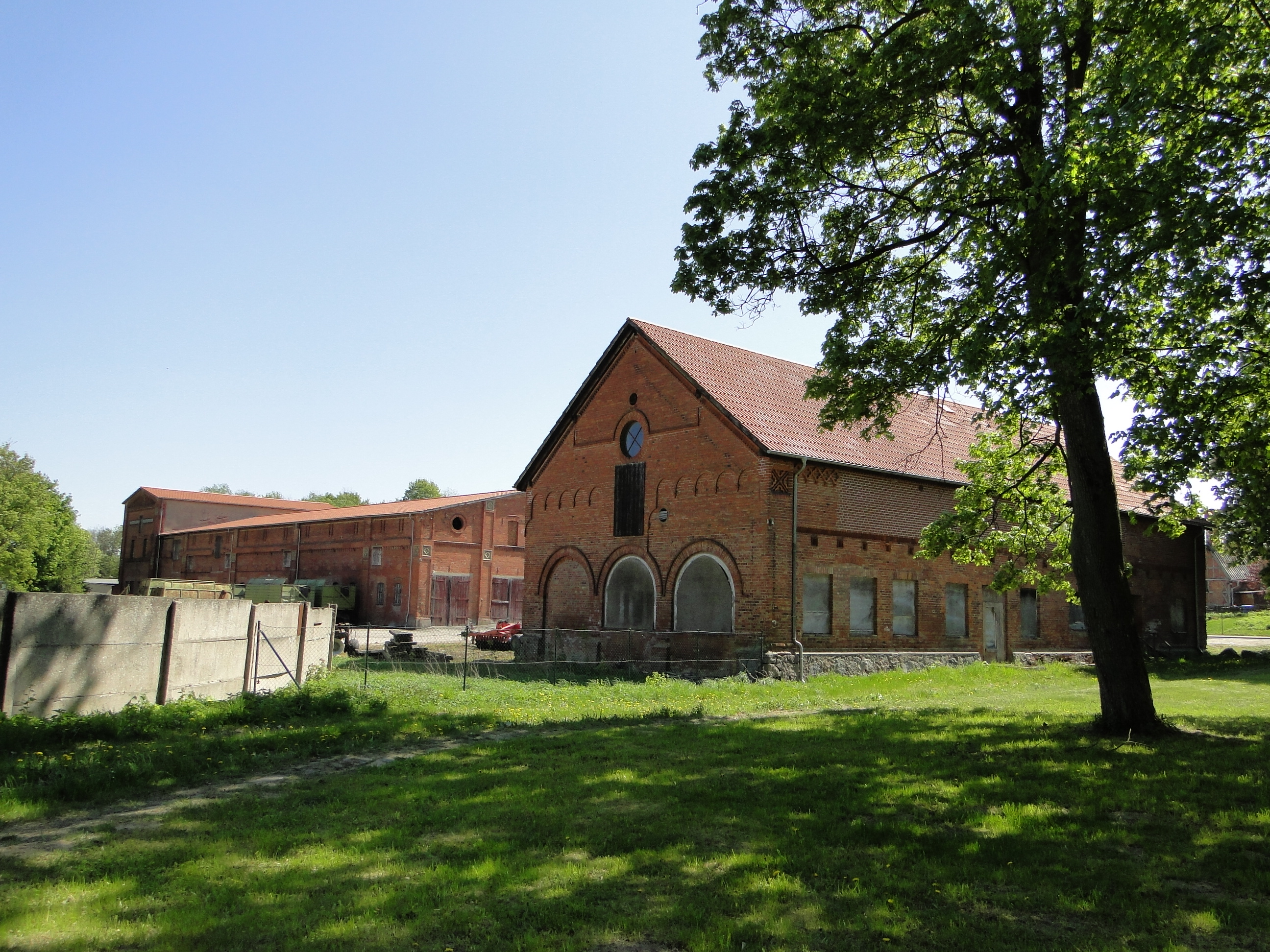
Göhren
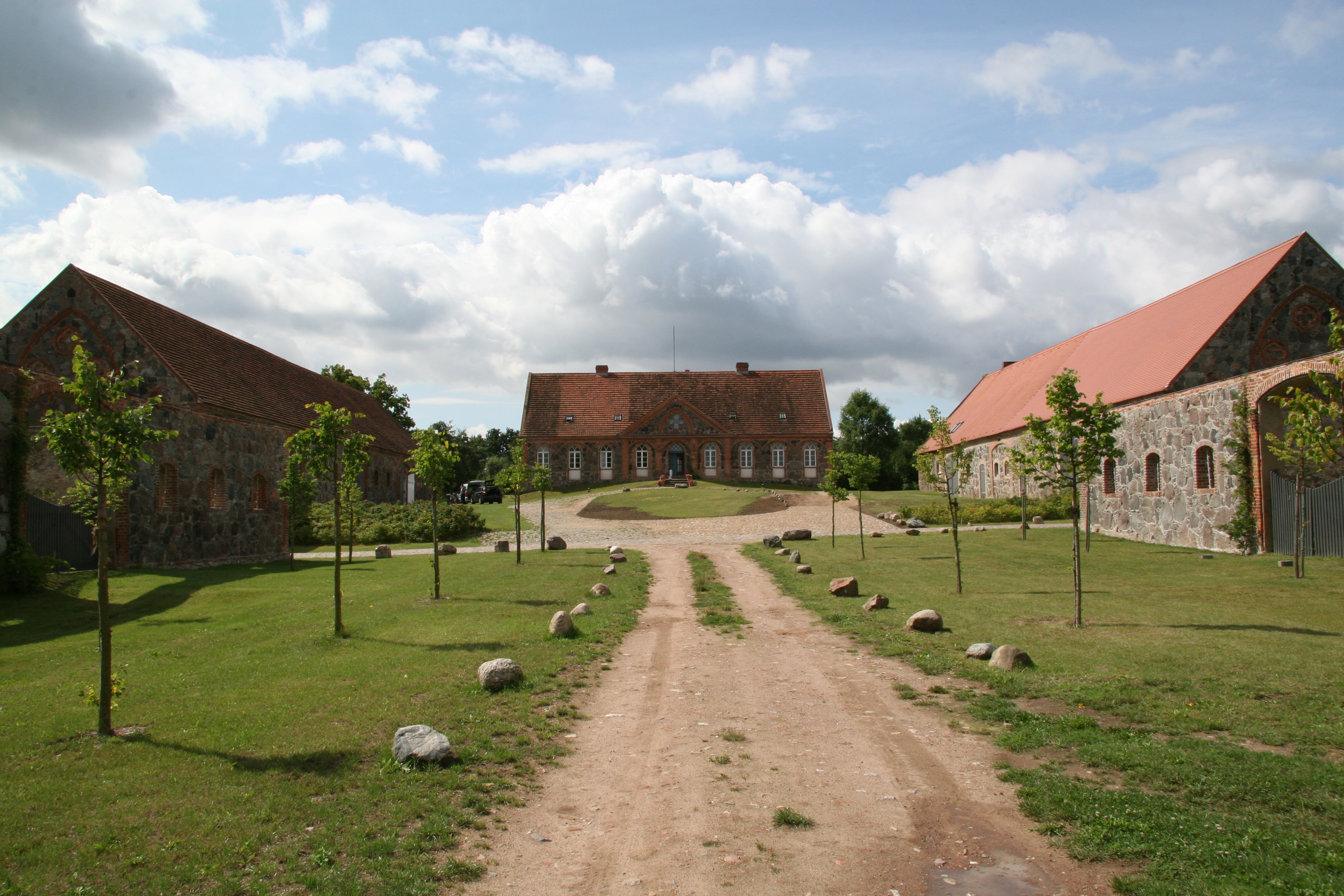
Bülowssiege
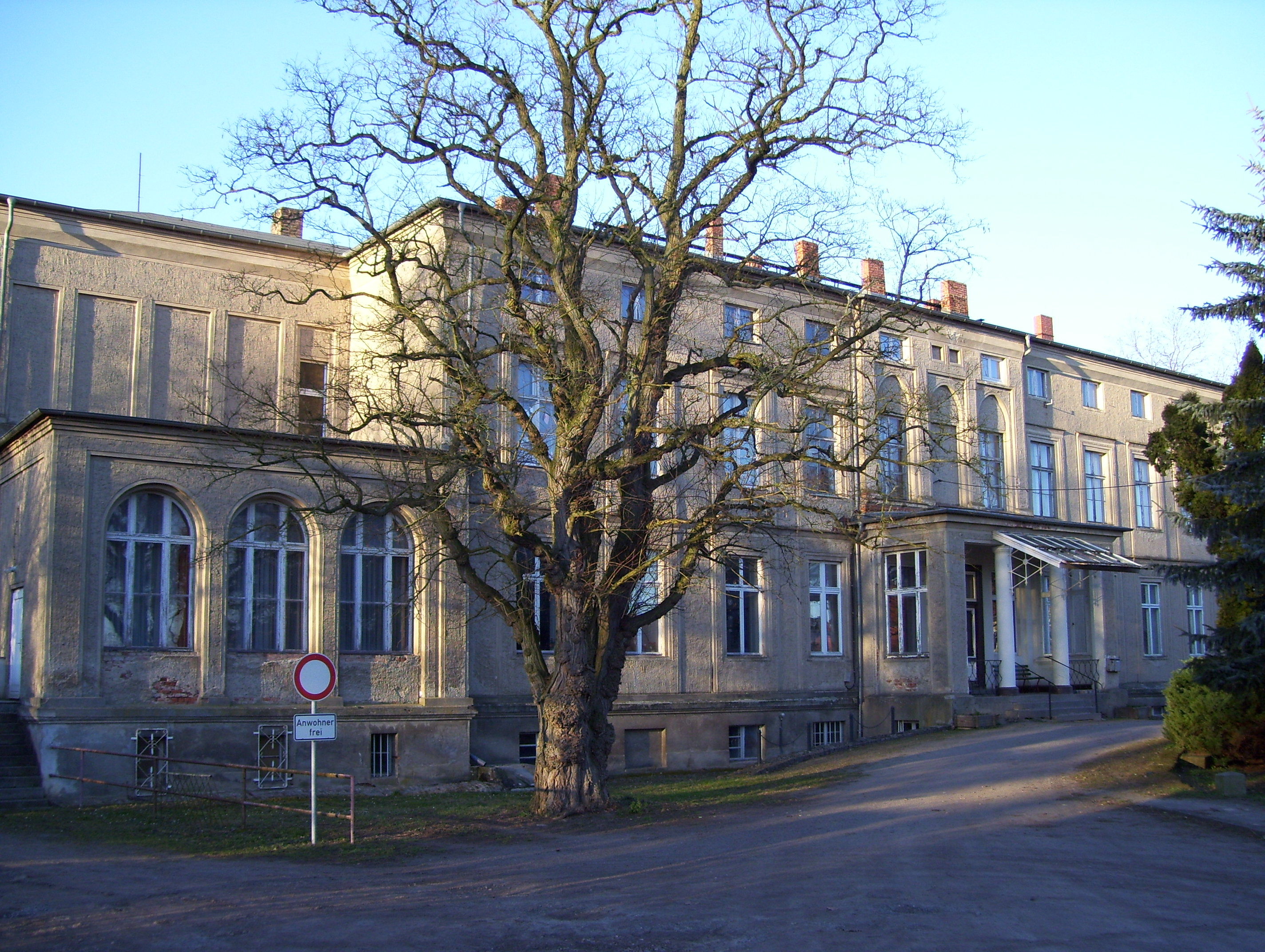
Janow
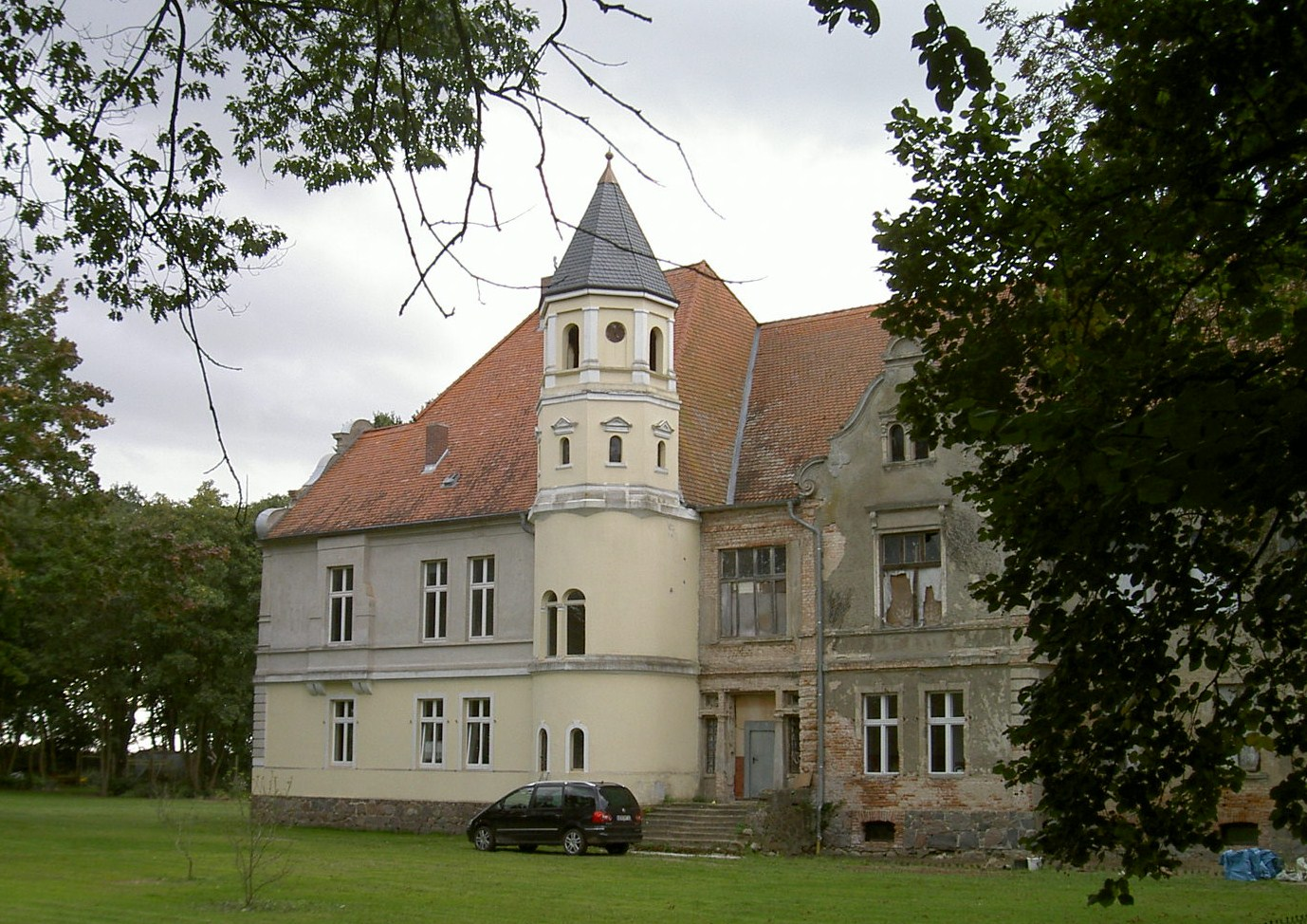
Sophienhof
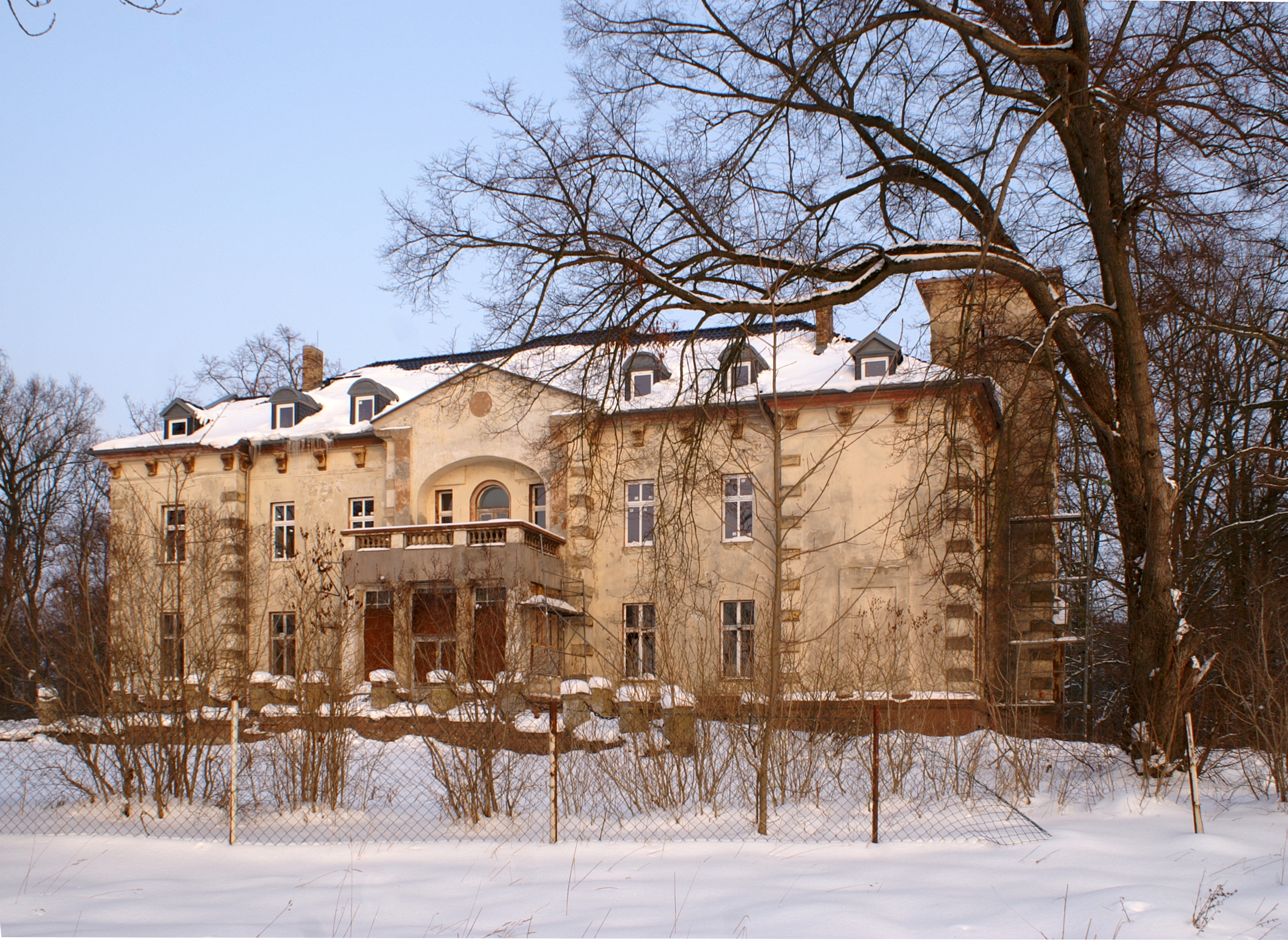
Hohenbrünzow
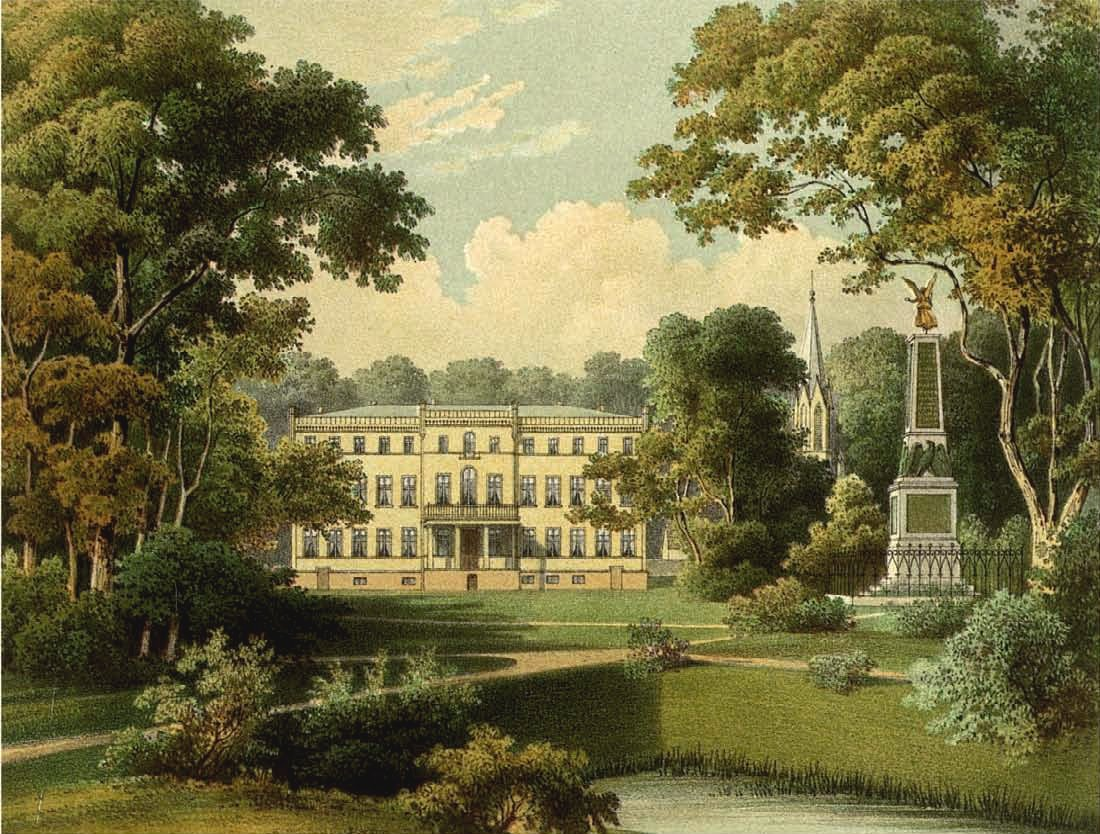
Tamsel
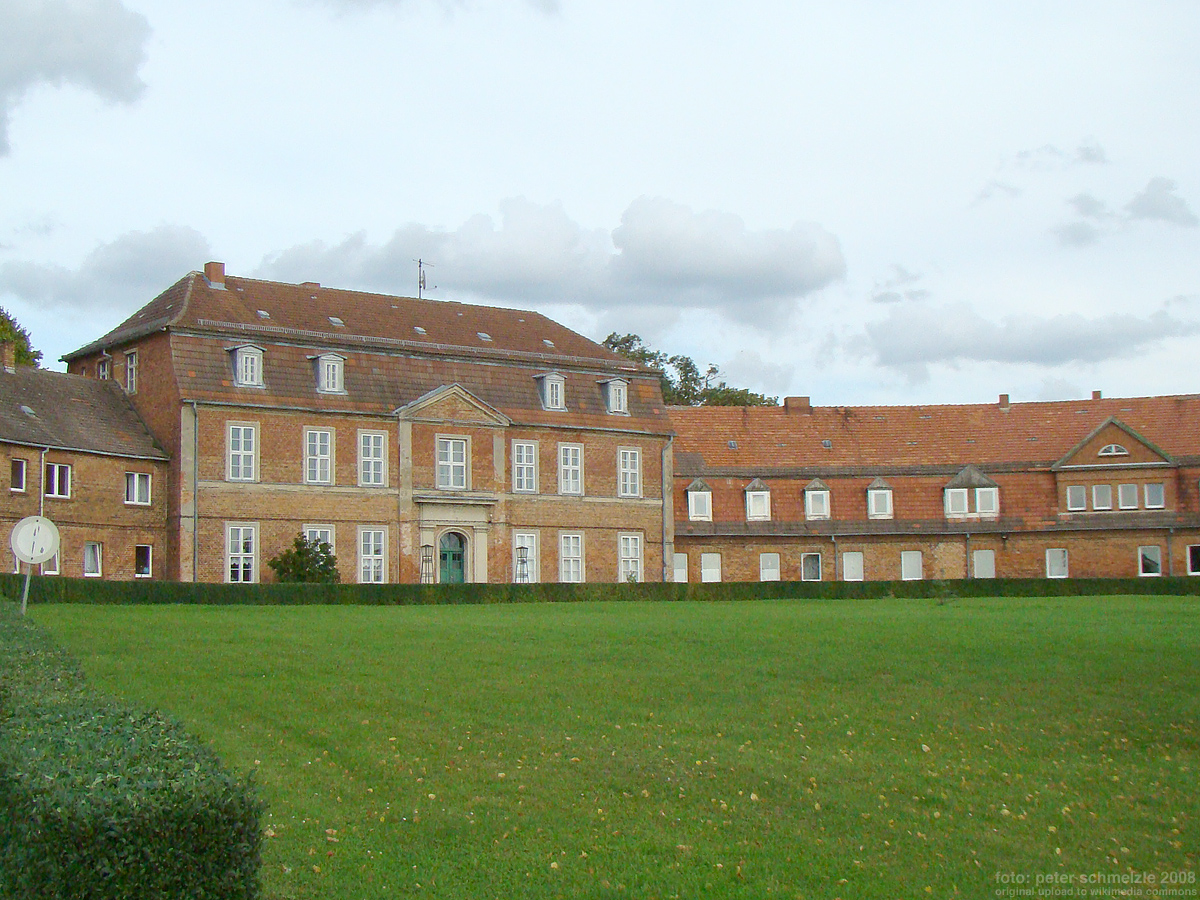
Zettemin
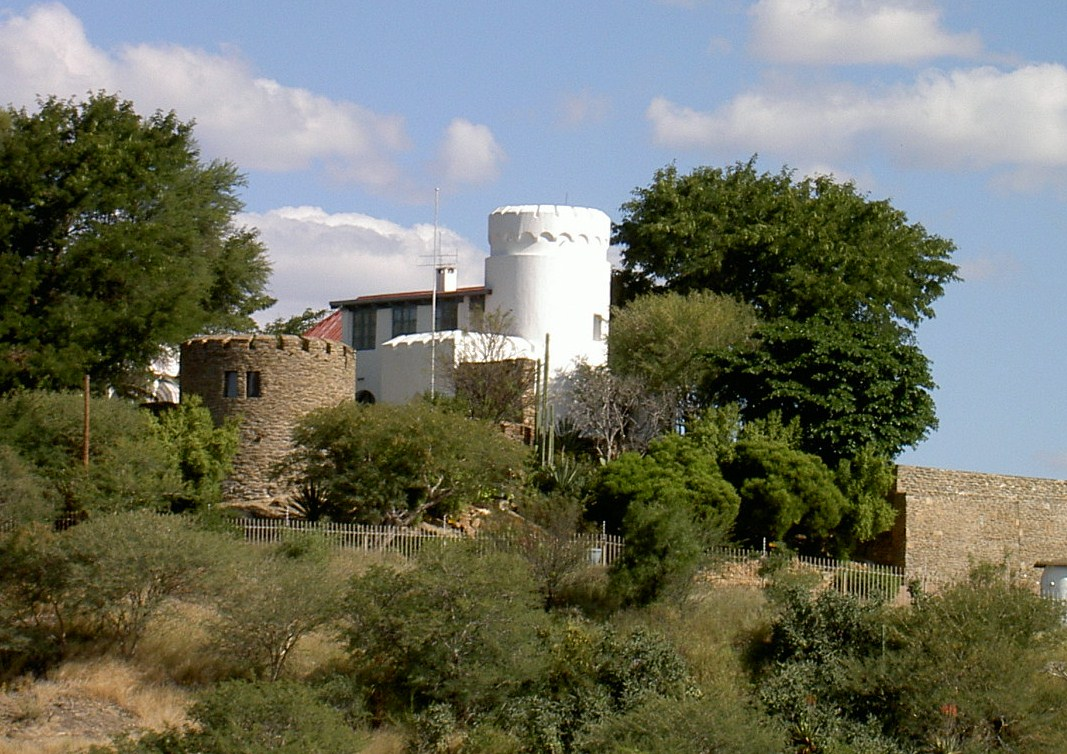
Schwerinsburg in Windhoek, Namibia
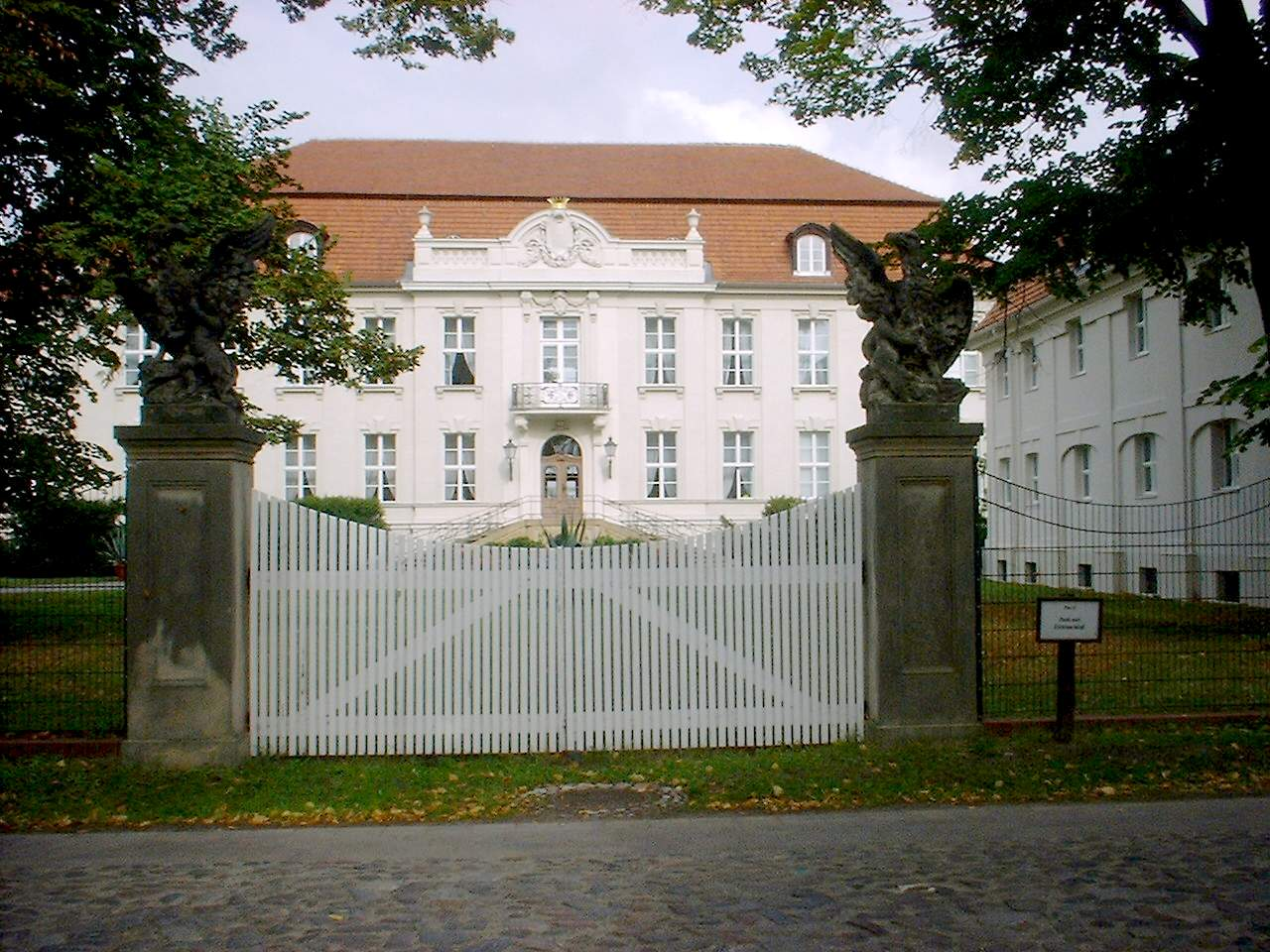
Schloss Wustrau
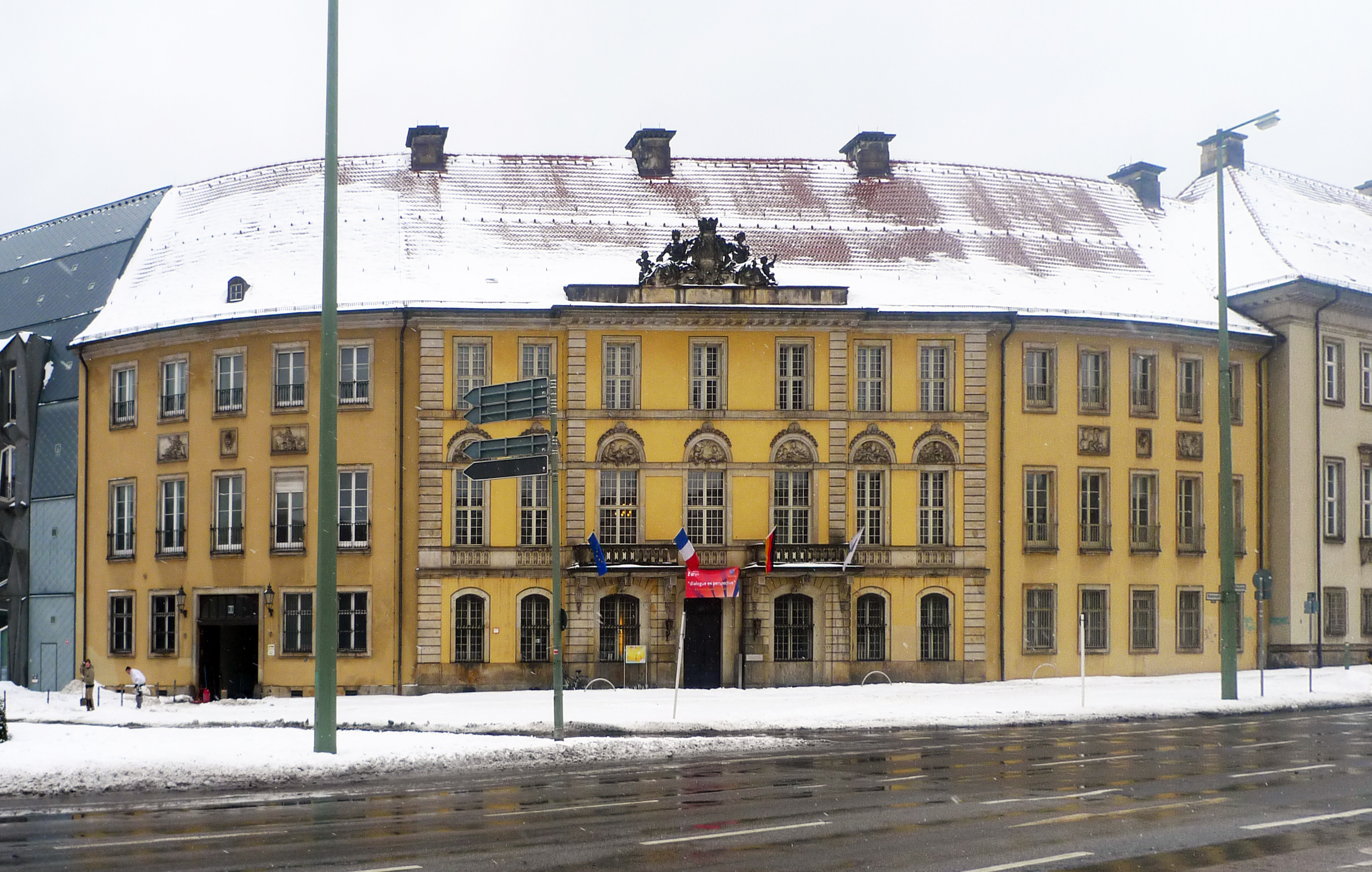
Palais Schwerin am Molkenmarkt, Berlin
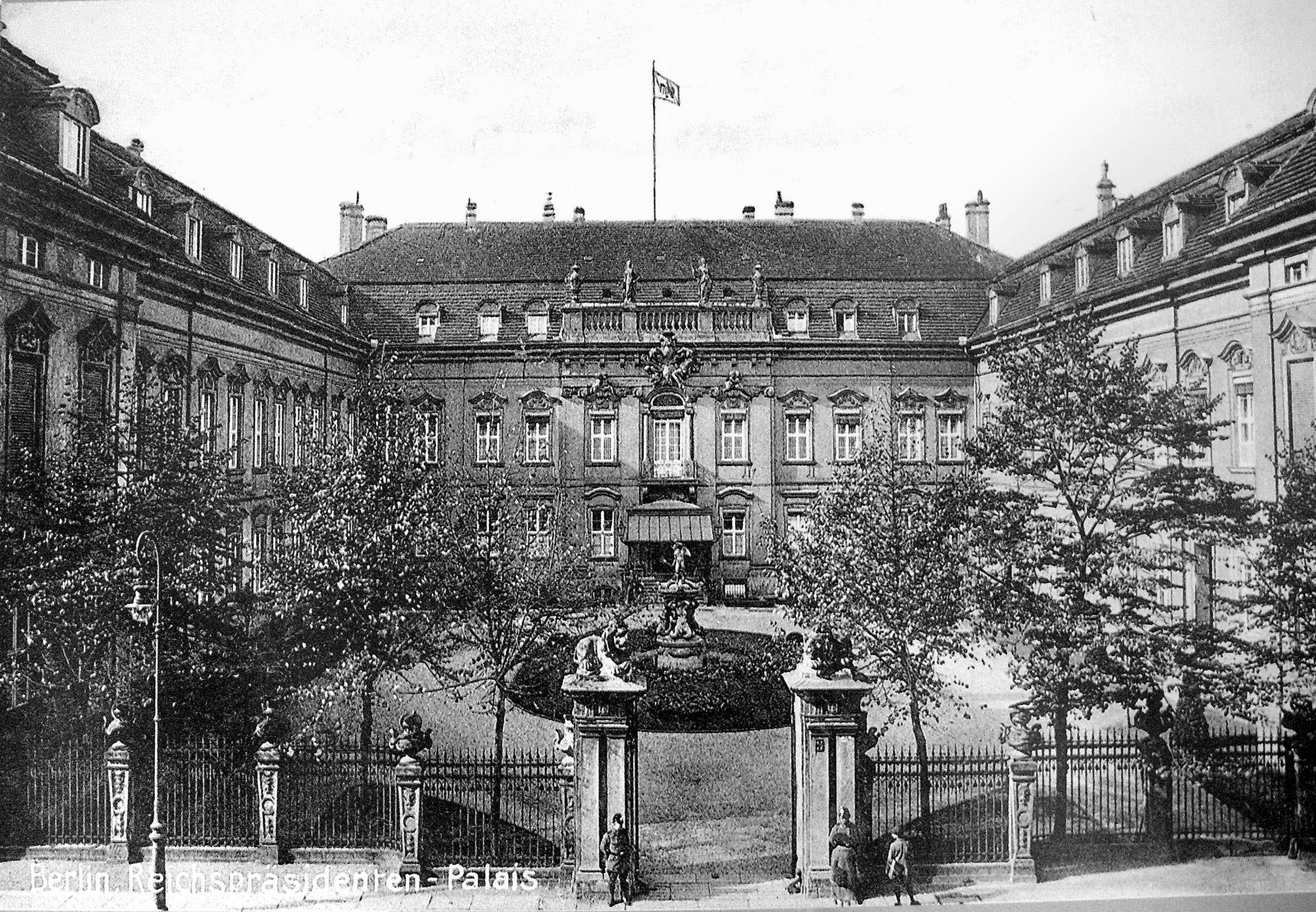
Palais Schwerin (das spätere Reichspräsidentenpalais) in der Wilhelmstraße, Berlin
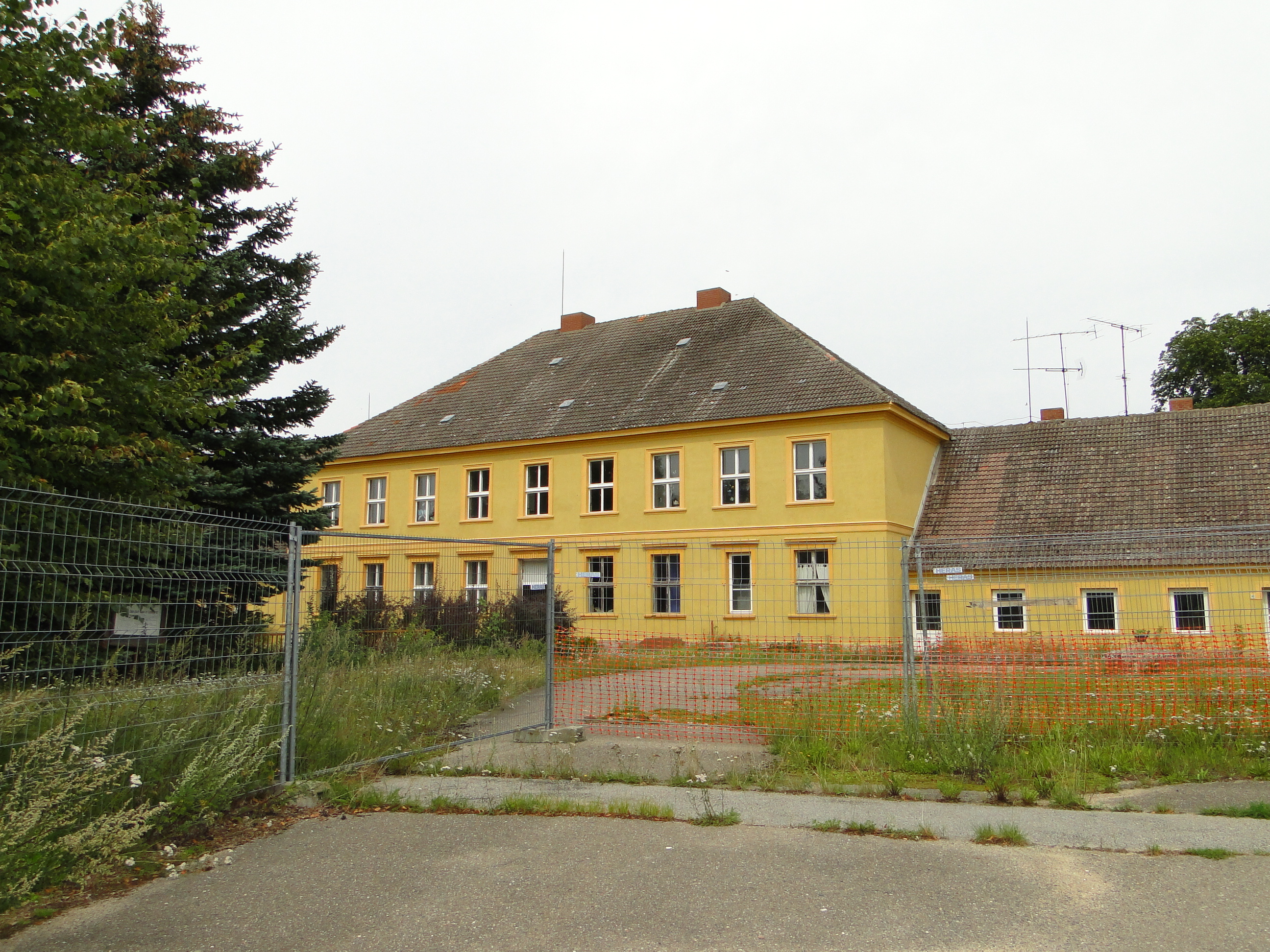
Eichhorst
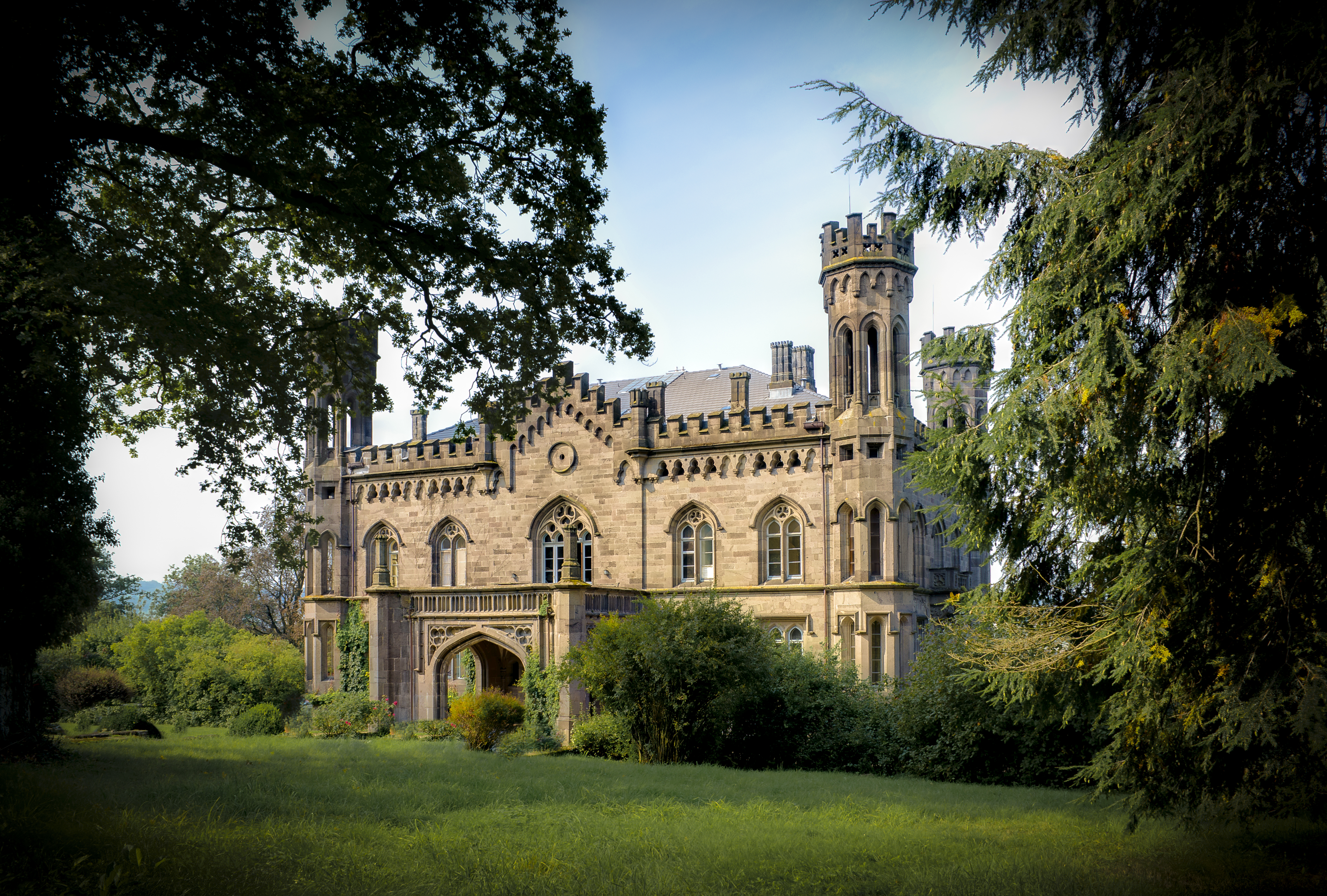
Schloss Friedelhausen, Hessen

## Wappen
Das Stammwappen zeigt in Silber eine rote Raute bzw. Wecke; seit 1392 führen die Stolper Schwerine die rote Raute auf dreieckigem Schilde. Seit 1529 auf dem gekrönten offenen Helm drei (rot, silber, rot) Straußenfedern, je belegt mit einer Raute verwechselter Farbe.
Das reichsgräfliche Wappen zeigt ein dreifeldriges Schild mit Mittelschild. Im roten Mittelschilde ein goldener, nach rechts gestellter Schlüssel (bezieht sich auf das Erb-Kämmereramt der Mark Brandenburg), oben rechts eine rote Raute (des Stammwappens) im silbernen Feld; oben links ein grüner Orangenzweig mit drei goldenen Früchten (aufgrund Gestattung durch die Frau des Großen Kurfürsten, Louise Henriette von Oranien, als Gunstbezeugung und Huldigung); im unteren silbernen Feld ein schwarzes Ross, das nach rechts galoppiert (bezieht sich auf die vermeintliche Herkunft der Schwerine aus Niedersachsen). Im Kleinod drei gekrönte Helme: der rechte trägt den schwarzen doppelköpfigen Adler des Heiligen Römischen Reiches mit Kaiserkrone; der linke den roten brandenburgischen Adler mit einem Orangenzweig im Schnabel; der mittlere die drei Straussfedern mit Rauten des Stammwappens. Die Helmdecken sind rechts rot und silbern, links blau und golden; als Schildhalter zwei vorwärtsschreitende goldene Löwen.

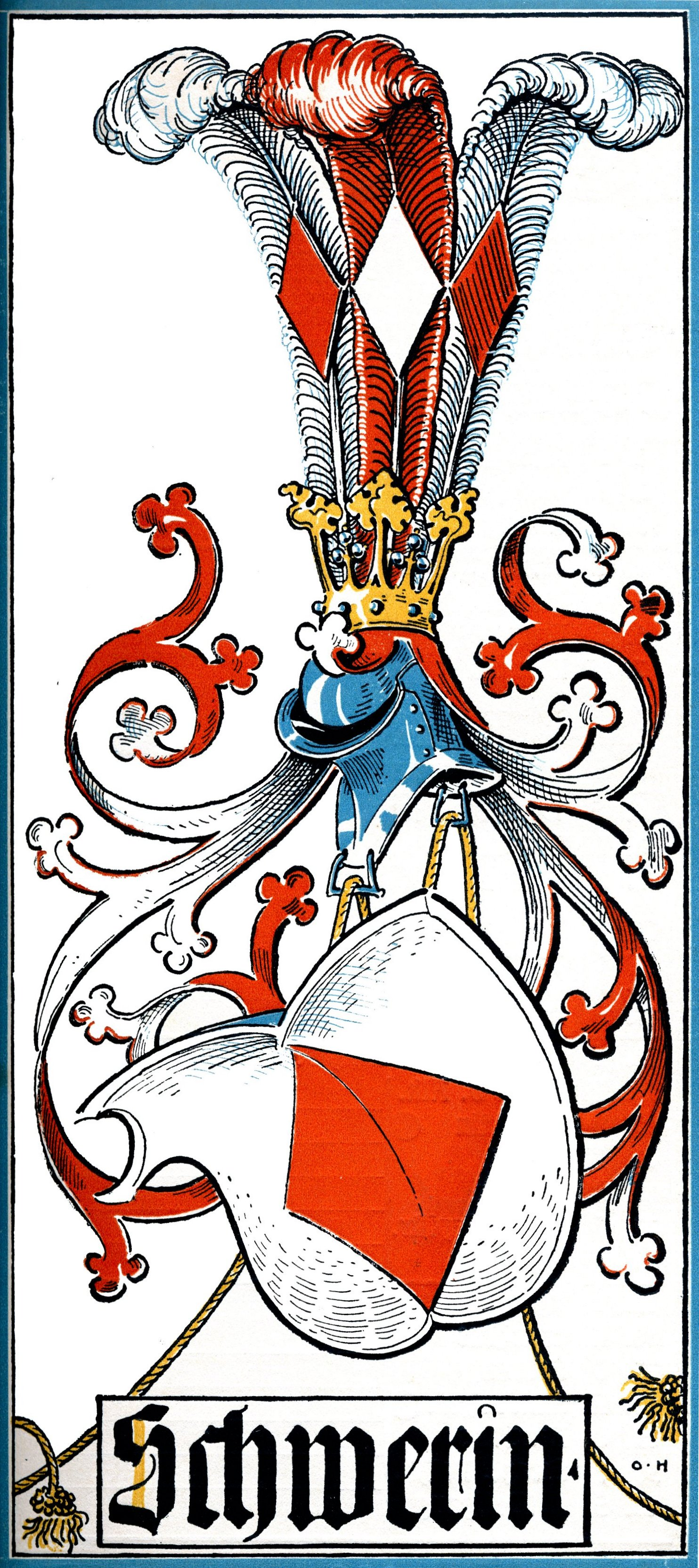
Stammwappen von Otto Hupp im Münchener Kalender von 1903
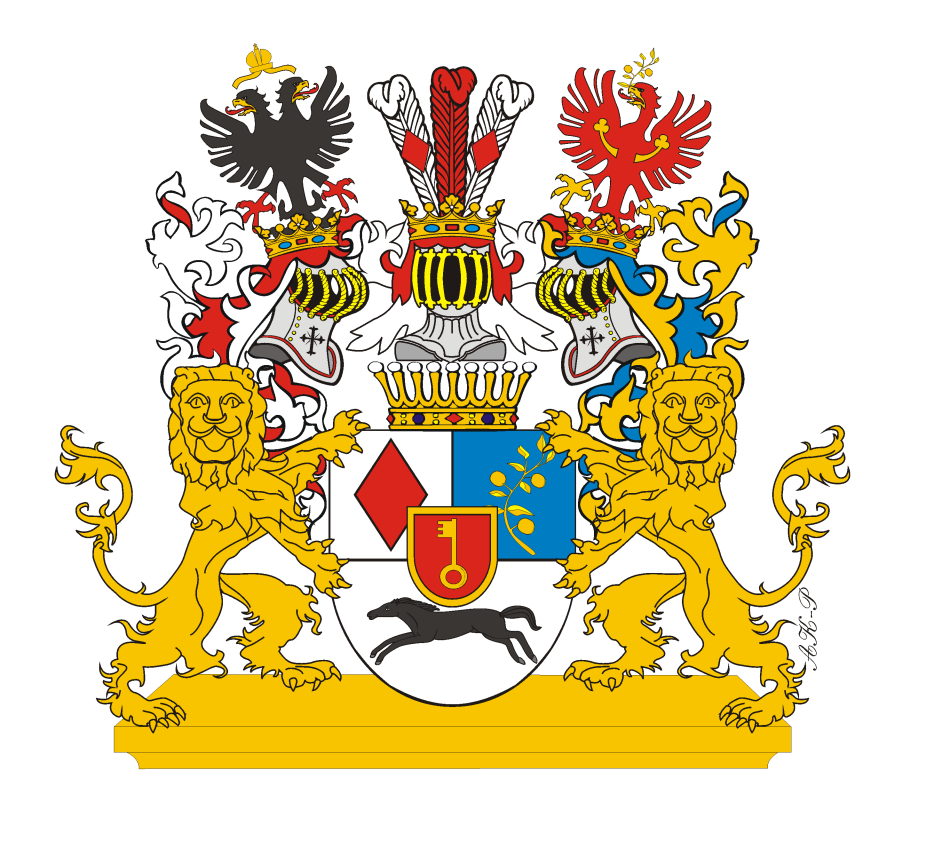
Reichsgräfliches Wappen derer von Schwerin, verliehen Wien, 11. September 1700
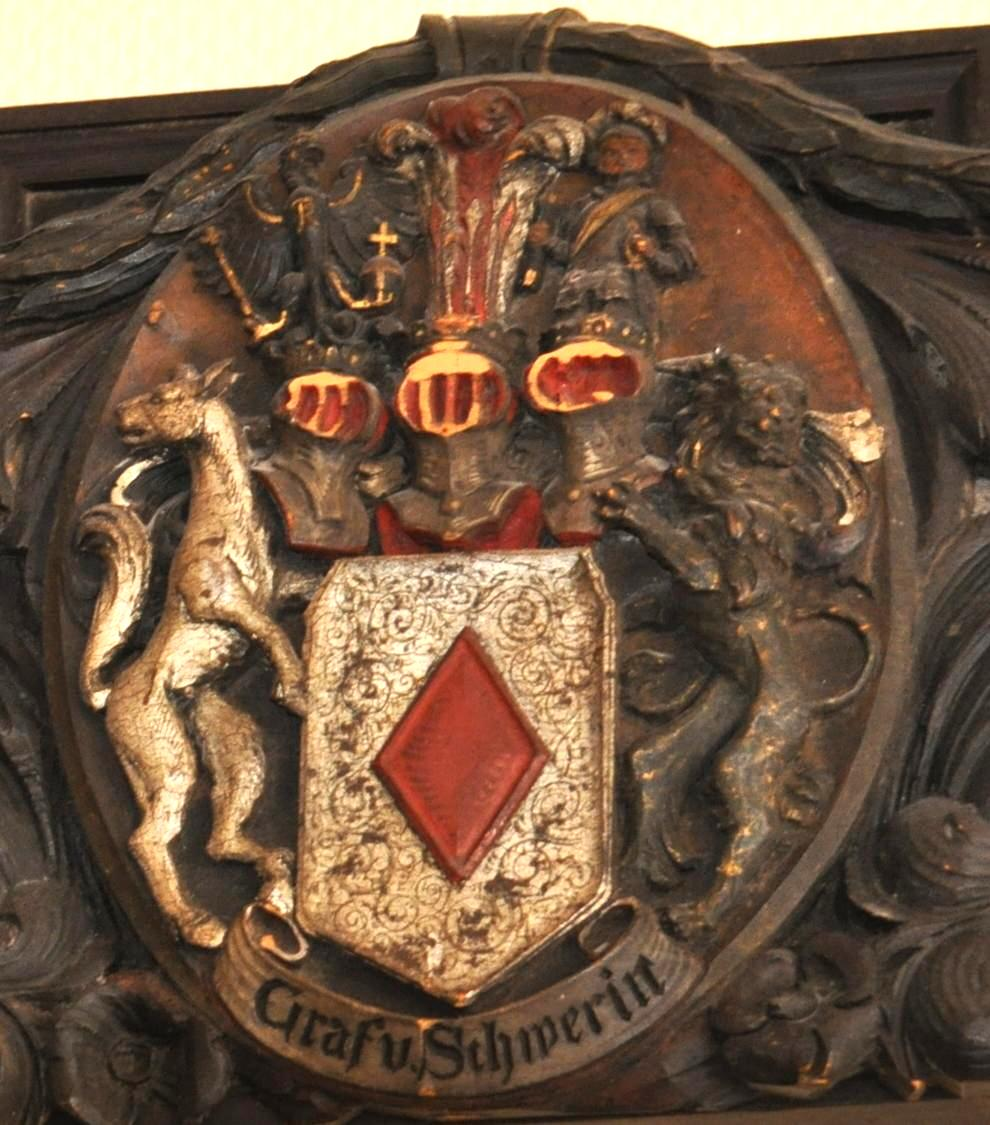
Wappen der Grafen von Schwerin im Kreishaus Greifswald
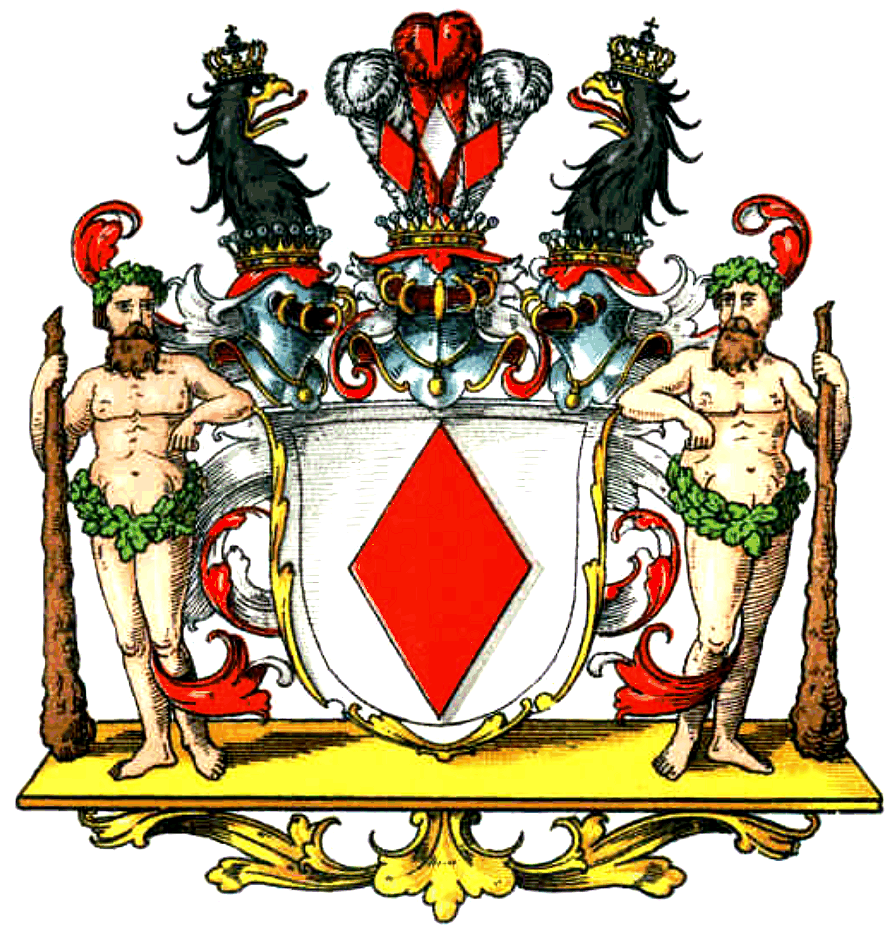
Wappen der Grafen von Schwerin im sächsischen Wappenbuch von 1901
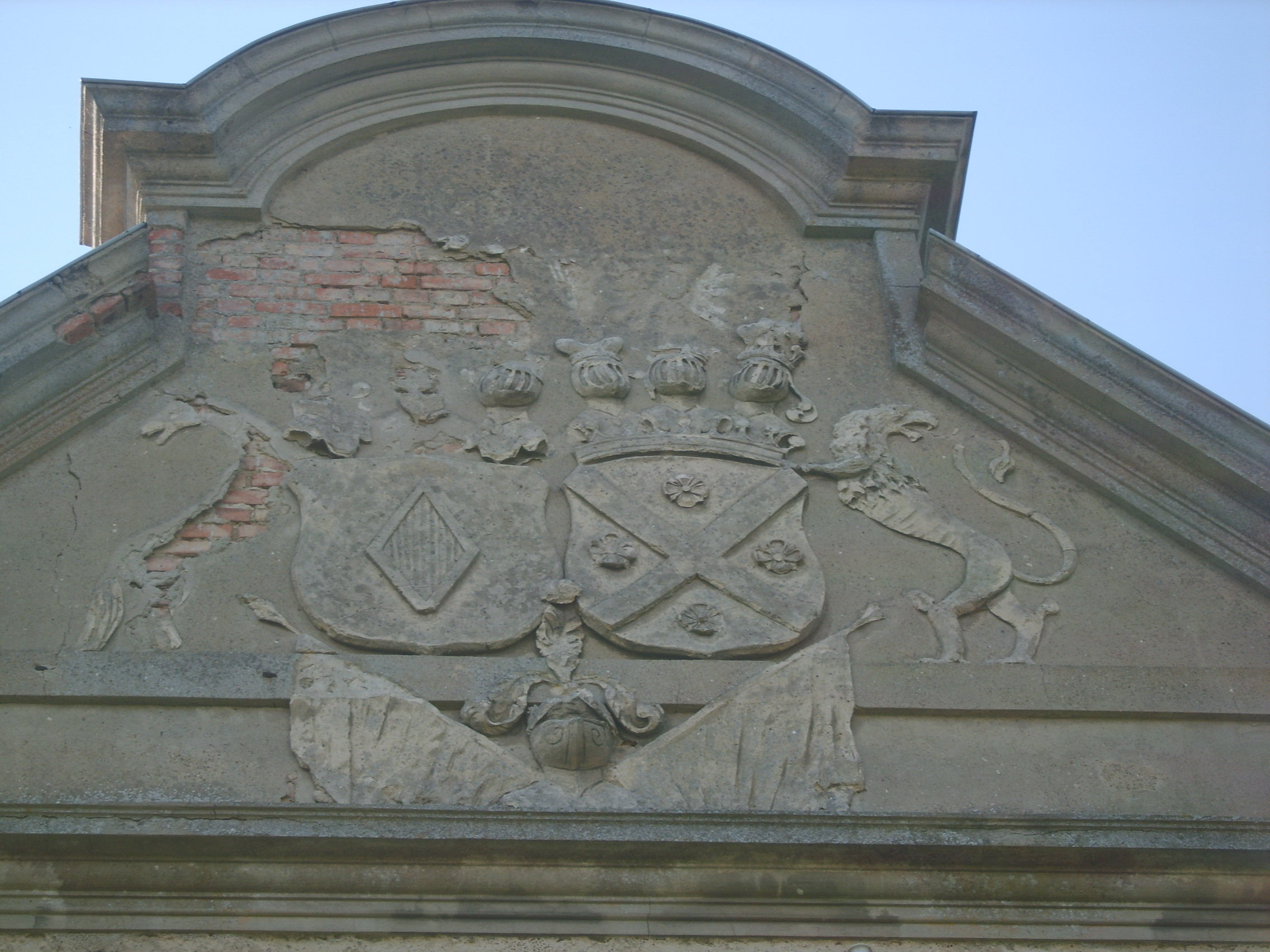
Allianzwappen Graf von Schwerin – Gräfin von Kanitz am Gutshaus Dargibell

### Wappenvarianten
Nach Bagmihl 1847

von Schwerin – 1+2
von Schwerin – 3+4
von Schwerin – 5+6
von Schwerin – 7+8
von Schwerin – 9+10

### Ortswappen
Die Spindel/Raute des Wappens wurde in das Gemeindewappen der Gemeinde Ducherow aufgenommen.

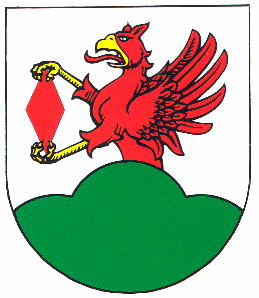

## Namensträger (chronologisch)

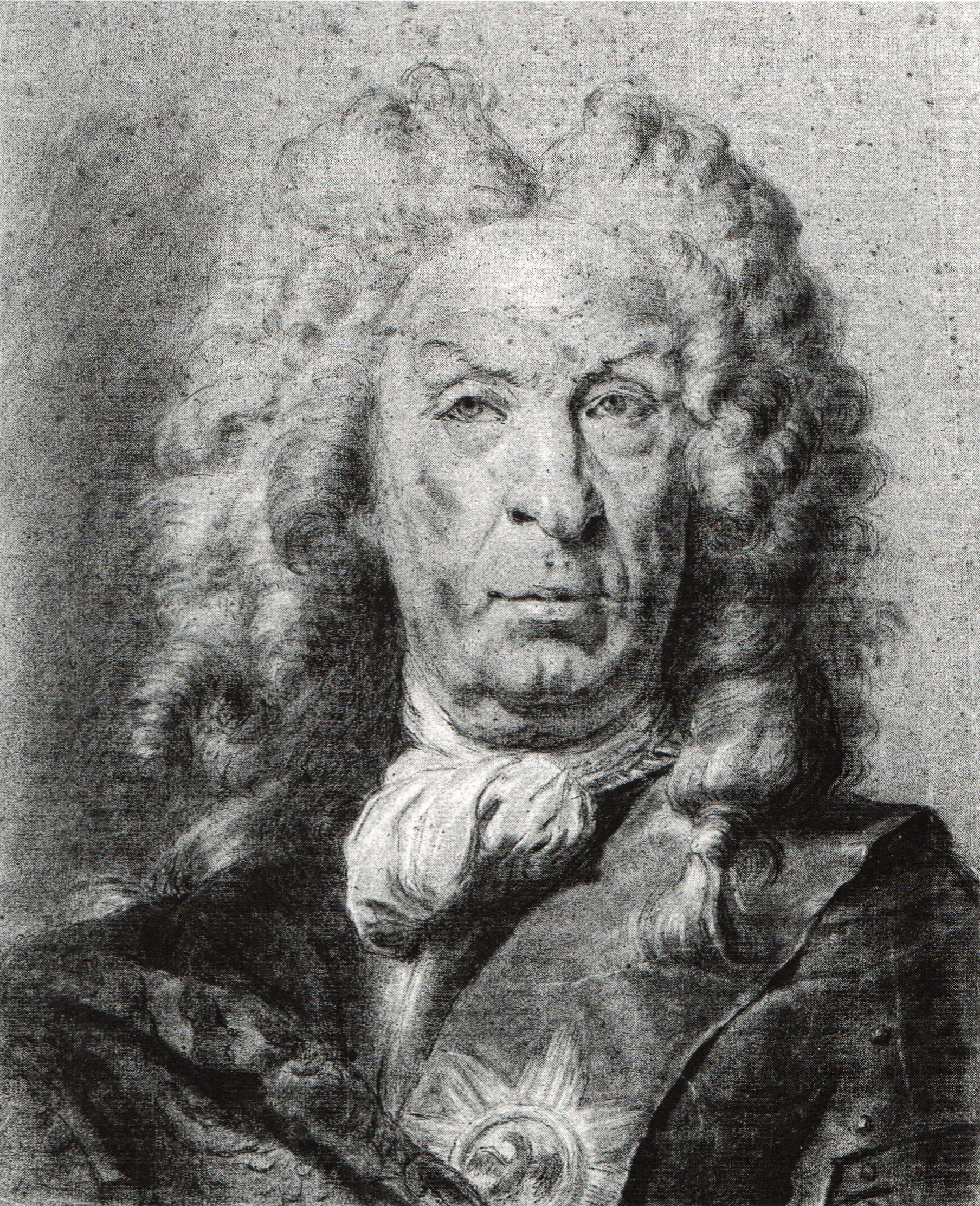
Otto Freiherr von Schwerin (1616–1679), ab 1658 Erster Minister des Kurfürstentums Brandenburg

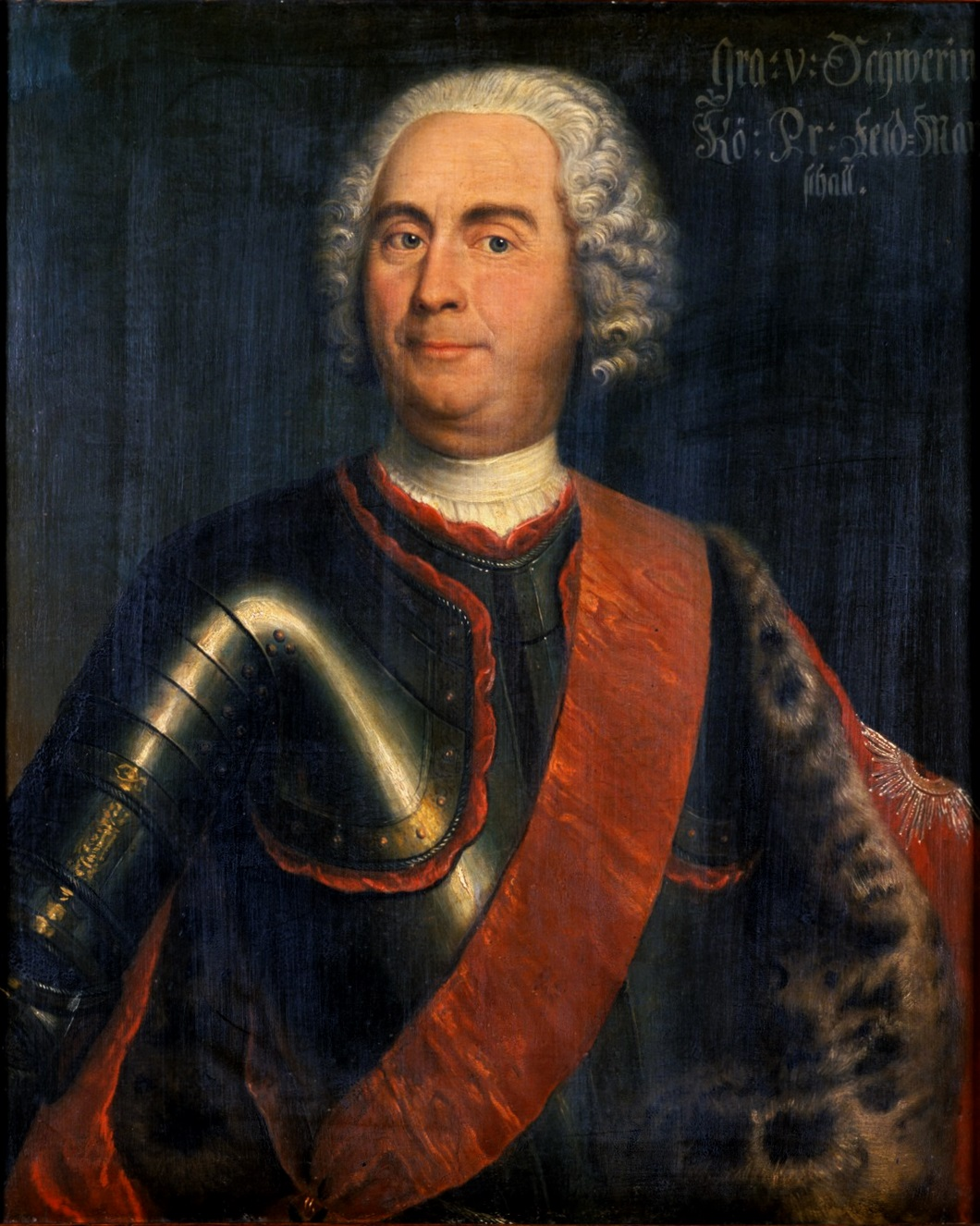
Kurt Christoph Graf von Schwerin (1684–1757), seit 1740 preußischer Generalfeldmarschall

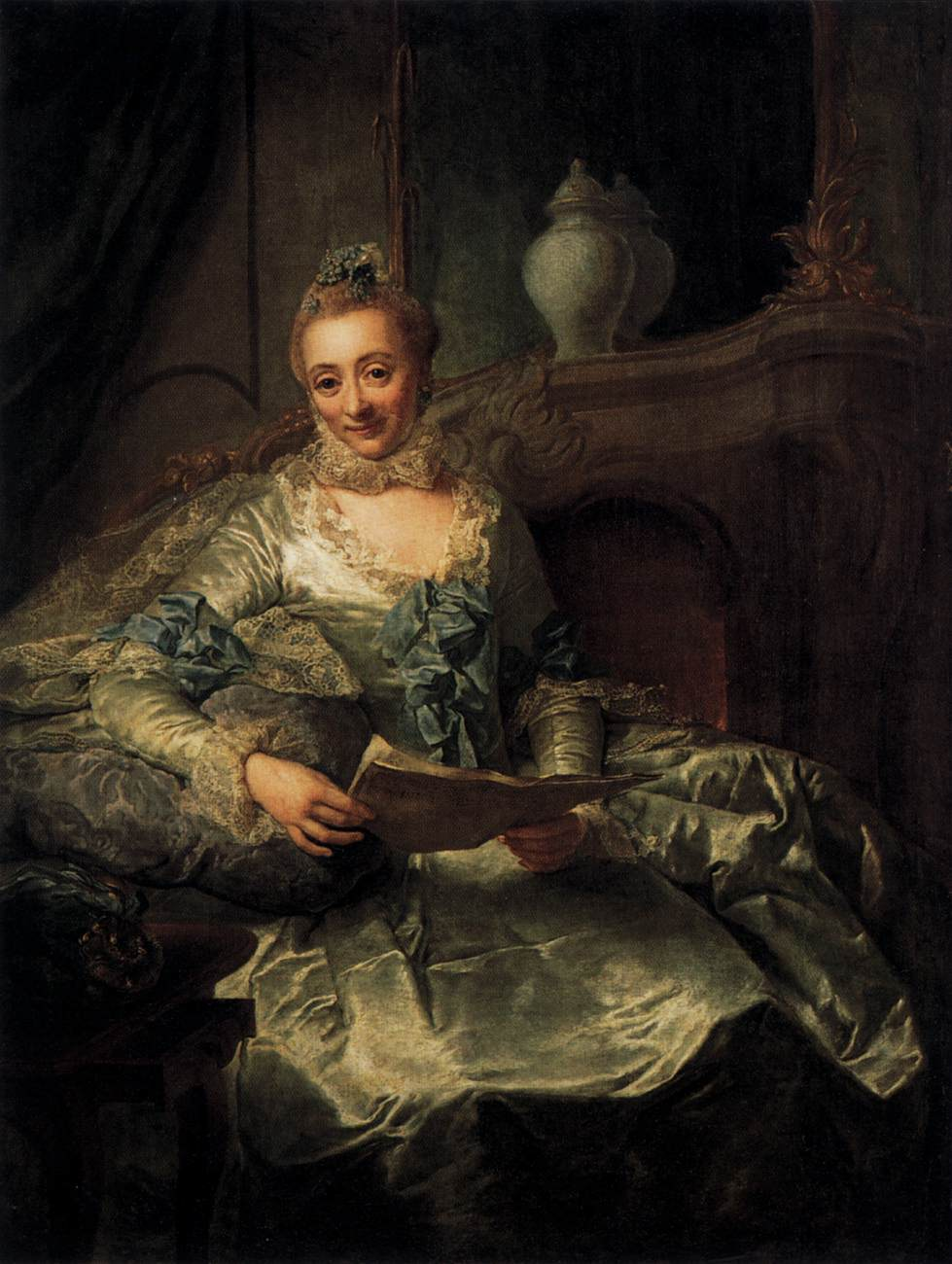
Sophie Elisabeth von Schwerin af Grellenberg (1733–1796), verheiratet mit Joachim Ulrich Giese, Erbin und „Königin von Hiddensee“, Ölporträt von Georg David Matthieu

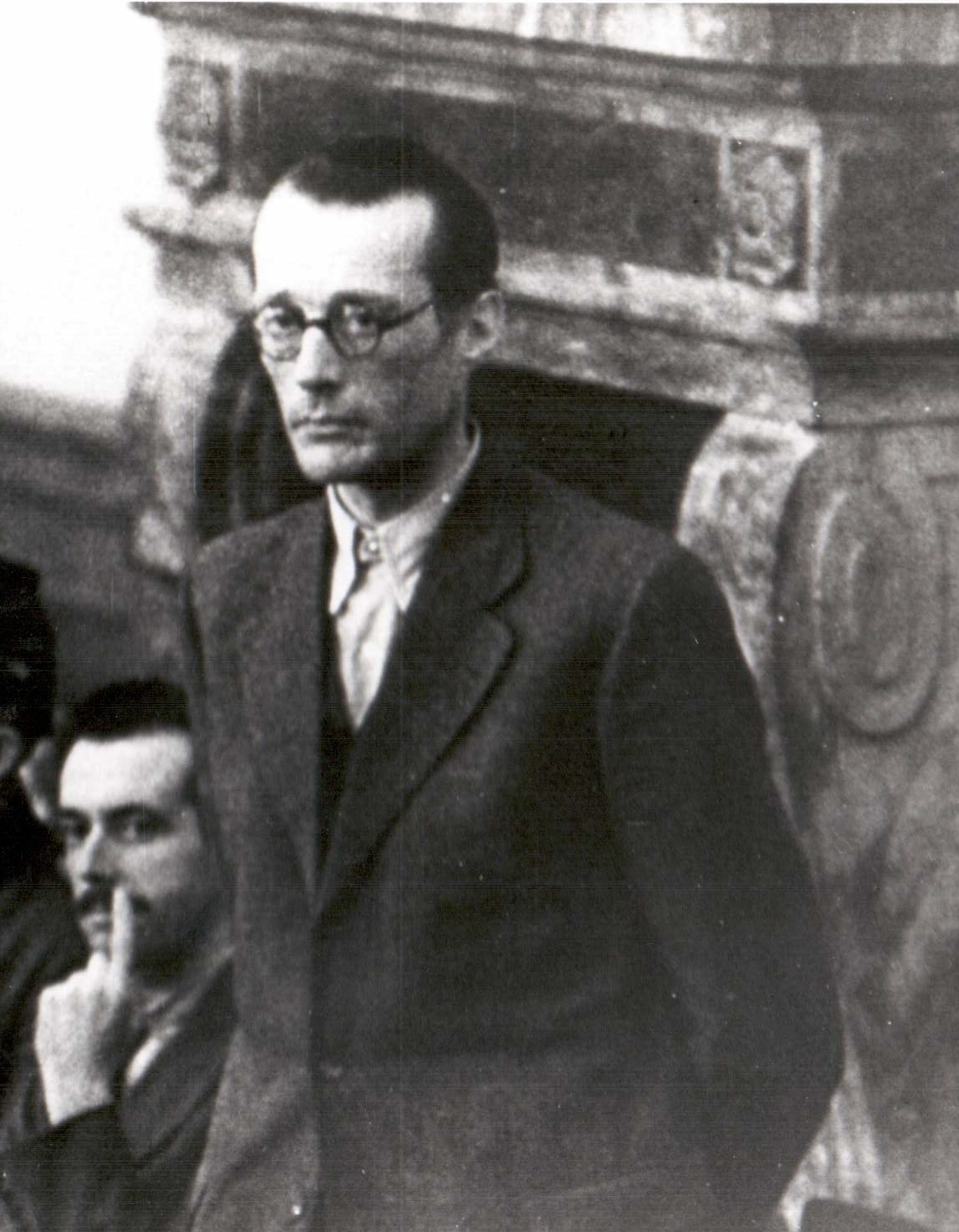
Ulrich Wilhelm Graf von Schwerin von Schwanenfeld (1902–1944), Widerstandskämpfer gegen den Nationalsozialismus, vor dem Volksgerichtshof, 1944

- Ulrich von Schwerin (1500–1575), Großhofmeister in Pommern-Wolgast
- Anton Dettlof von Schwerin (1600–1658) verheiratet mit Erdmuth Sophie geb. von Wedell
  - Dettlof von Schwerin (1650–1707), Generalleutnant und Ritter des Ordens de la Générosité
- Otto Freiherr von Schwerin (1616–1679), kurbrandenburgischer Minister und Oberpräsident
  - Otto Graf von Schwerin (1645–1705), kurbrandenburgisch-preußischer Diplomat
- Bogislaw von Schwerin (1622–1678), kurbrandenburgischer Generalmajor, 1655/68 Chef des Infanterieregiments Nr. 2
- Ulrich von Schwerin (1648–1697) verheiratet mit Anna Lucretia geb. von Ramin (1653–1745)
  - Hans Bogislav Graf von Schwerin (1683–1747), preußischer Diplomat, Verwaltungsbeamter und Landjägermeister.
  - Kurt Christoph Graf von Schwerin (1684–1757), preußischer Generalfeldmarschall
- Johann Bogislaw von Schwerin (1660–1698), verheiratet mit Frau Elisabeth Dorothea geb. von Borcke (1668–1729)
  - Reimar Julius von Schwerin (1695–1754), preußischer Generalleutnant
- Friedrich Bogislav von Schwerin (1674–1747), preußischer Staats- und Kriegsminister
- Friedrich Julius von Schwerin (1699–1747), 1743–1747 Chef des Infanterieregiments Nr. 32
- Philipp Bogislav von Schwerin (1700–1751), 1744–1746 Chef des Infanterieregiments Nr. 31; 1746/50 Chef des Infanterieregiments Nr. 13
- Otto Magnus von Schwerin (1701–1777), preußischer Generalleutnant
- Friedrich Leopold von Schwerin (1699–1750), preußischer Generalmajor
- Erdmann Friedrich von Schwerin (1704–1753), preußischer Landrat
- Carl Magnus von Schwerin (1715–1775), 1767/73 Chef des Infanterieregiments Nr. 21; 1773/75 Chef des Infanterieregiments Nr. 43
- Friedrich Albert Graf von Schwerin (1717–1789), preußischer Generalmajor, Oberstallmeister und Geheimer Etatsminister
- Jakob Philipp von Schwerin (1719–1779), schwedischer Reichsrat, Präsident des Wismarer Tribunals
- Philipp Adolph von Schwerin (1738–1815), 1789/95 Chef des Infanterieregiments Nr. 26
- Wilhelm von Schwerin (1739–1802), preußischer Generalleutnant, Regimentschef und Gouverneur von Thorn
- Friedrich August Leopold Karl von Schwerin (1750–1836), preußischer Generalmajor
- Friedrich Carl Heinrich von Schwerin (1768–1805), preußischer Beamter, Präsident der Kriegs- und Domänenkammern in Aurich (1798–1803 und 1804/05) sowie Magdeburg 1803/04
- Wilhelm Werner Otto von Schwerin (1773–1815), preußischer Oberst, gefallen in der Schlacht von Waterloo
- Hermann Johann von Schwerin (1776–1858), preußischer Generalmajor
- Heinrich von Schwerin (1776–1839), preußischer Landrat, pommerscher Landschaftsdirektor
  - Maximilian von Schwerin-Putzar (1804–1872), Mitglied der Frankfurter Nationalversammlung, preußischer Staatsminister
  - Victor Graf von Schwerin (1814–1903), Mitglied des Preußischen Herrenhauses
- Friedrich Wilhelm Adolf von Schwerin (1791–1856), preußischer Landrat im Kreis Wehlau (1824–1842)
- Carl Johan Gustaf Julius Freiherr von Schwerin (1810–1880), Mitglied der Ersten Kammer des Schwedischen Reichstages
- Kurt von Schwerin (1817–1884), preußischer General der Infanterie
- Bernhard von Schwerin (1831–1906), Mitglied des Preußischen Herrenhauses
- Albert Julius Graf von Schwerin-Zieten (1835–1922), Gutsbesitzer und Mitglied des preußischen Staatsrats
- Heinrich von Schwerin (1836–1888), preußischer Politiker (MdPrA), Generallandschaftsdirektor von Pommern
- Karl von Schwerin (1844–1901), deutscher Verwaltungsbeamter und Landwirt
- Hans von Schwerin-Löwitz (1847–1918), Geheimrat, deutscher Offizier, Präsident des preußischen Abgeordnetenhauses
- Hermann Otto Louis Karl von Schwerin (1851–1918), Mitglied des Preußischen Herrenhauses, Kommendator des Johanniterordens
- Otto Ludwig Konstantin von Schwerin (1851–1939), preußischer Generalleutnant
- Bogislaw von Schwerin (1851–1926), preußischer General der Infanterie
- Hugold Freiherr von Schwerin (1853–1912), ordentlicher Professor für Geographie an der Universität Lund
- Kurt Detloff von Schwerin (1853–1908), preußischer Regierungspräsident
  - Eberhard von Schwerin (1885–1945), Journalist, Politiker
  - Gerhard Graf von Schwerin (1899–1980), General der Panzertruppen und militärischer Berater, Träger der Eichenlaubs mit Schwertern zum Ritterkreuz
- Ludwig Karl von Schwerin (1854–1922), preußischer General der Kavallerie
- Fritz Graf von Schwerin (1856–1934), Dendrologe
- Georg von Schwerin (1856–1923), preußischer Landrat
- Gerd Graf von Schwerin-Sophienhof (1857–1916), Kammerherr Sr. Majestät des Kaisers, Major a. D.
- Hans-Heinrich Graf von Schwerin-Stolpe (1897–1918), deutscher Fliegeroffizier – Absturz 1918 Gent
- Alfred Graf von Schwerin (1859–1946), Mitglied des Preußischen Herrenhauses
- Friedrich Wilhelm Ludwig von Schwerin (1862–1925), preußischer Beamter
- Friedrich Ernst von Schwerin (1863–1936), preußischer Beamter
- Ulrich Graf von Schwerin (1864–1930), deutscher Botschafter
- Botho Graf von Schwerin (1866–1917), Elektrochemiker
- Walther von Schwerin (1867–1943), preußischer Generalmajor
- Hans Bone von Schwerin (1868–1945), letzter Gutsbesitzer von Spantekow
- Detlof von Schwerin (1869–1940), Generalmajor und Ritter des Ordens Pour le Mérite
- Friedrich Graf von Schwerin-Stolpe (1869–1924), Hofmarschall
- Albert Constantin von Schwerin (1870–1956), Jurist, Landwirt, Legationsrat[4]
- Gudrun Gräfin von Schwerin (1878–1969), Ehefrau von Jakob Johann von Uexküll, übersetzte 1930 Axel Munthes Das Buch von San Michele ins Deutsche
- Claudius Freiherr von Schwerin (1880–1944), Jurist und Rechtshistoriker
- Otto Ludwig Manfred von Schwerin (1881–1943), Offizier, zuletzt Generalleutnant
- Hans Bogislav Graf von Schwerin (1883–1967), deutscher Regierungsbeamter in Deutsch-Südwestafrika; Bauherr der Schwerinsburg und der Heynitzburg
- Johann Ludwig Graf Schwerin von Krosigk (1887–1977), Jurist und Politiker (Reichsfinanzminister 1932–1945)
- Richard Graf von Schwerin (1892–1951), deutscher Offizier; Kommandeur der 79. Infanterie-Division der deutschen Wehrmacht
- Bogislav Axel Karl Ulrich Graf von Schwerin (1892–1944), deutscher Generalleutnant und Divisionskommandeur
- Hans Bone von Schwerin (1898–1965), Landrat des Landkreises Gießen
- Erckhinger von Schwerin (1906–1979), Jurist, Bruder des Vorigen
- Ulrich Wilhelm Graf von Schwerin von Schwanenfeld (1902–1944), Offizier und Widerstandskämpfer des 20. Juli 1944
  - Wilhelm Graf Schwerin von Schwanenfeld (* 1929), deutscher Land- und Forstwirt, Präsident der Johanniter-Unfall-Hilfe
  - Christoph Andreas Graf von Schwerin von Schwanenfeld (1933–1996), deutscher Verleger, Journalist und Autor
  - Detlef Graf von Schwerin (* 1944), deutscher Historiker und Polizeipräsident
- Joachim von Schwerin (1922–2012), Brigadegeneral, Ehrenvorsitzender des Familienverbandes
- Anton Graf Schwerin von Krosigk (1925–2022), Landrat des Kreises Segeberg
- Alexander Michael Graf von Schwerin (1944–2020), Vizepräsident des Wirtschafts- und Sozialausschuss der EU
- Hans-Alexander Graf von Schwerin (* 1949), deutscher Soziologe
- Margarete Gräfin von Schwerin (* 1952), deutsche Juristin und Präsidentin des Oberlandesgerichts Köln
- Alexandra Gräfin von Schwerin (* 1962), deutsche Schauspielerin
- Kerstin Gräfin von Schwerin (* 1963), deutsche Literaturwissenschaftlerin
- Franz Graf von Schwerin von Schwanenfeld (* 1964), Kommendator der Mecklenburgischen Genossenschaft des Johanniterordens, Jurist
- Henning Thomas Graf von Schwerin (* 1968), Vorsitzender des DEHOGA Nordrhein-Westfalen
- Ulrich von Schwerin (* 1980), deutscher Historiker und Journalist

## Erbbegräbnisse

Erbbegräbnisse der Grafen von Schwerin in Wolfshagen, Löwitz und Stolpe/Usedom
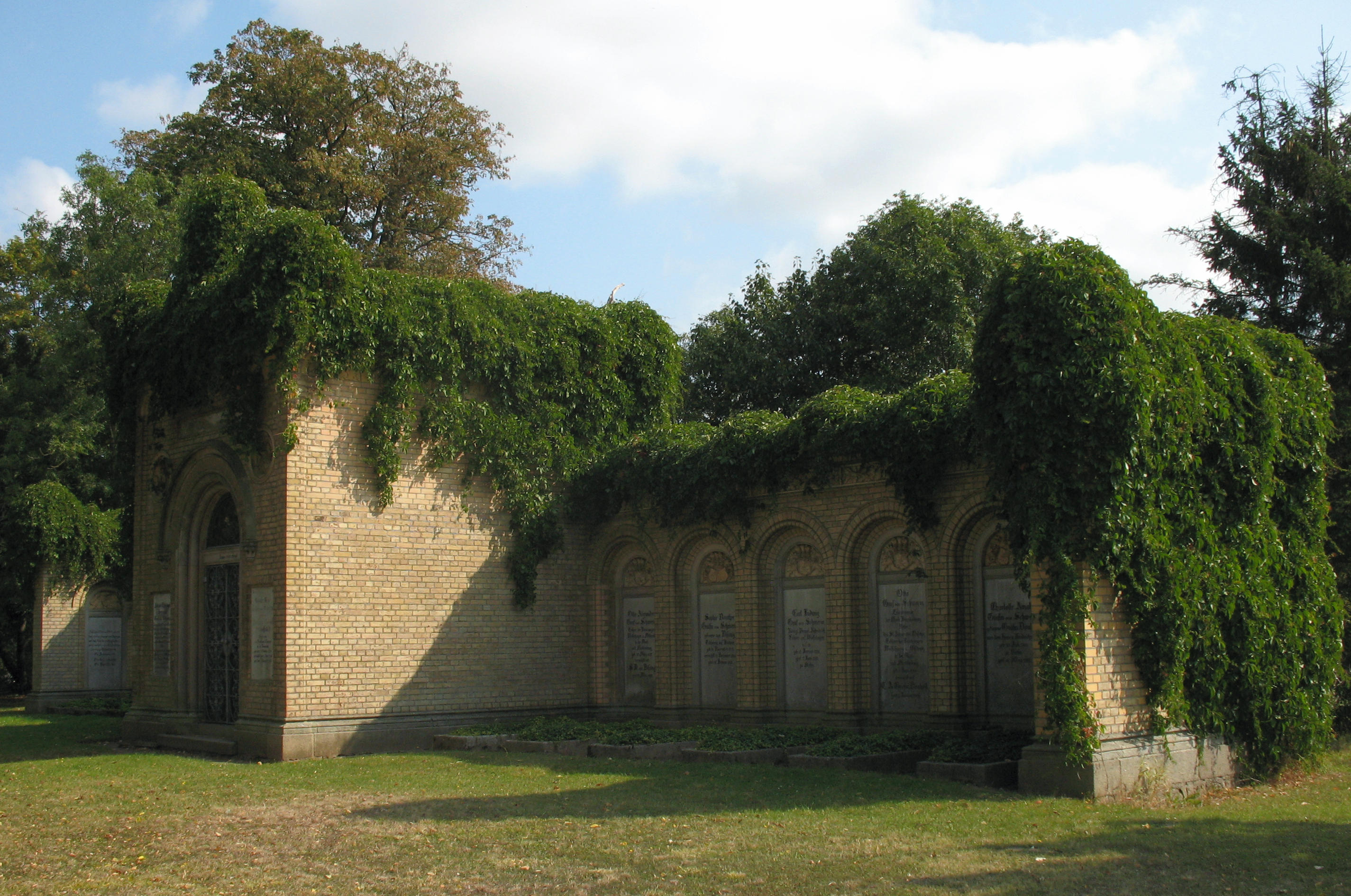
Wolfshagen
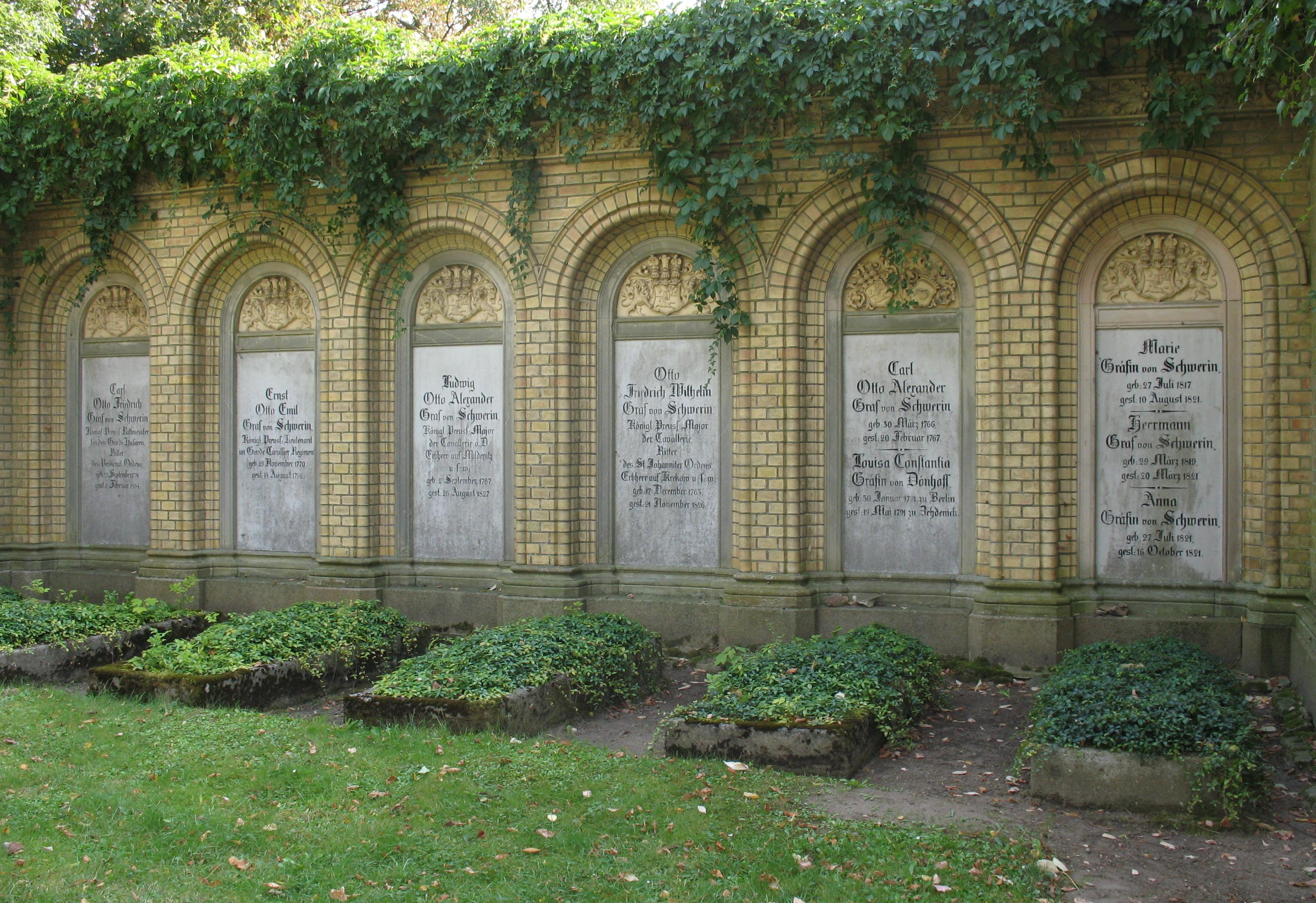
Wolfshagen
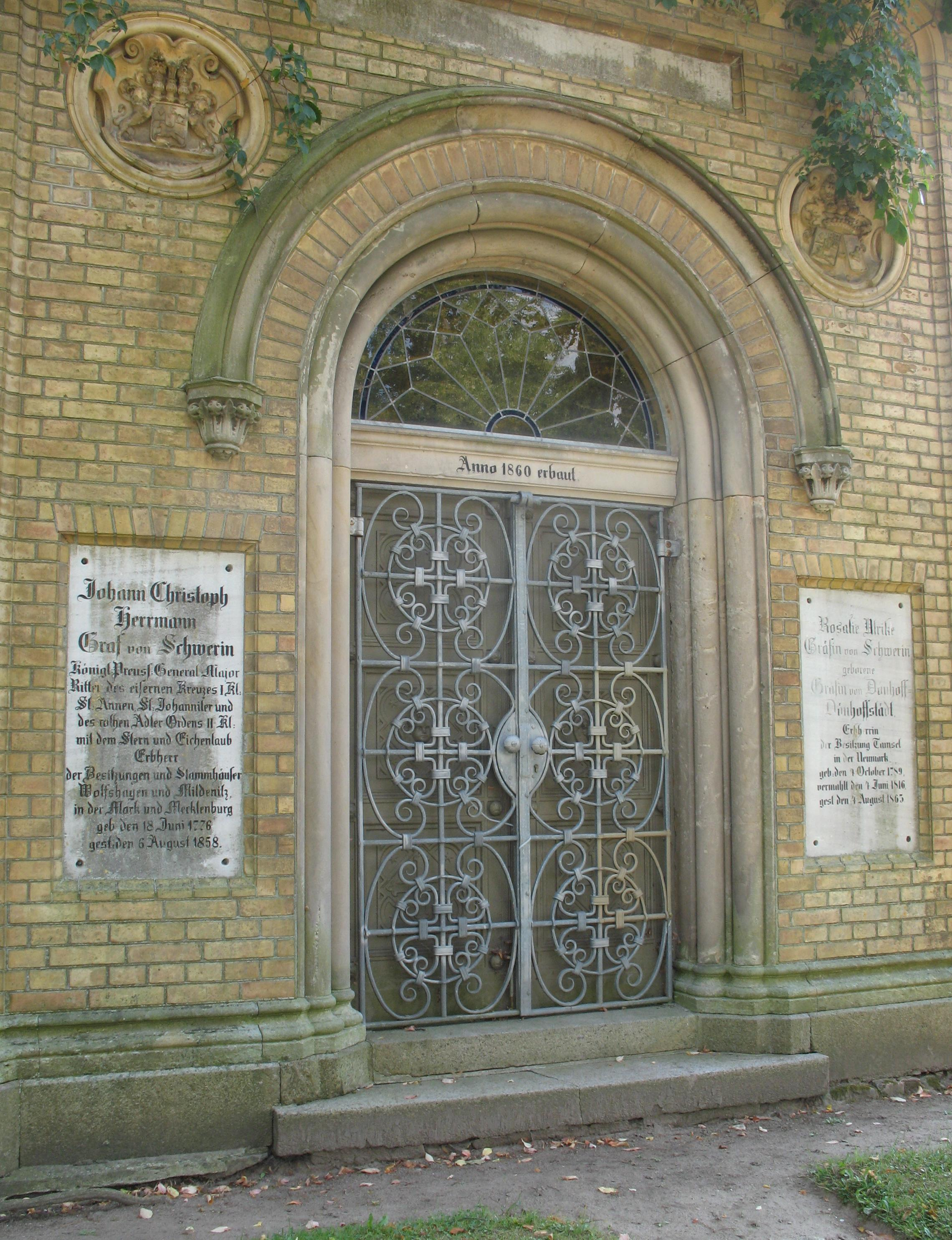
Wolfshagen
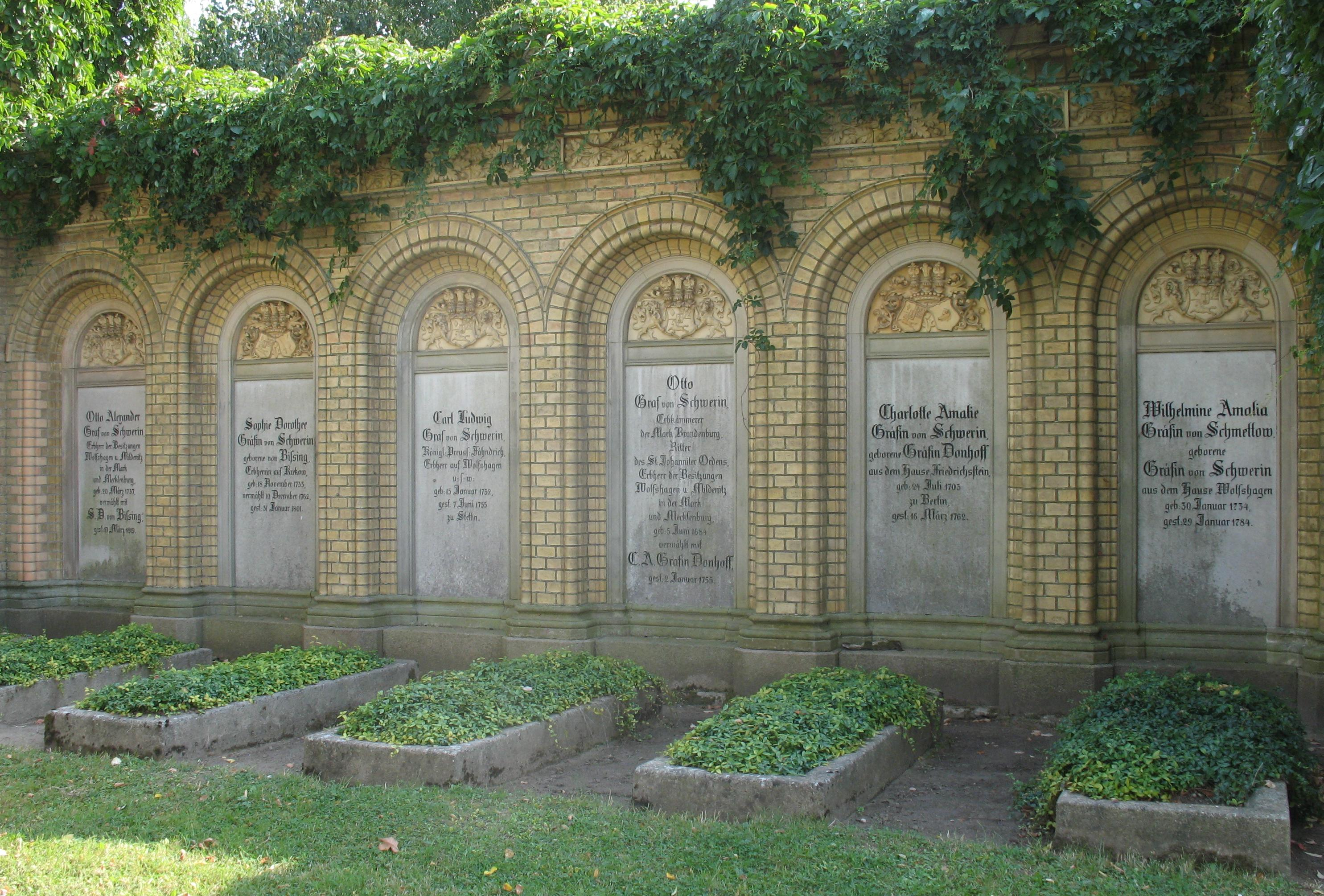
Wolfshagen
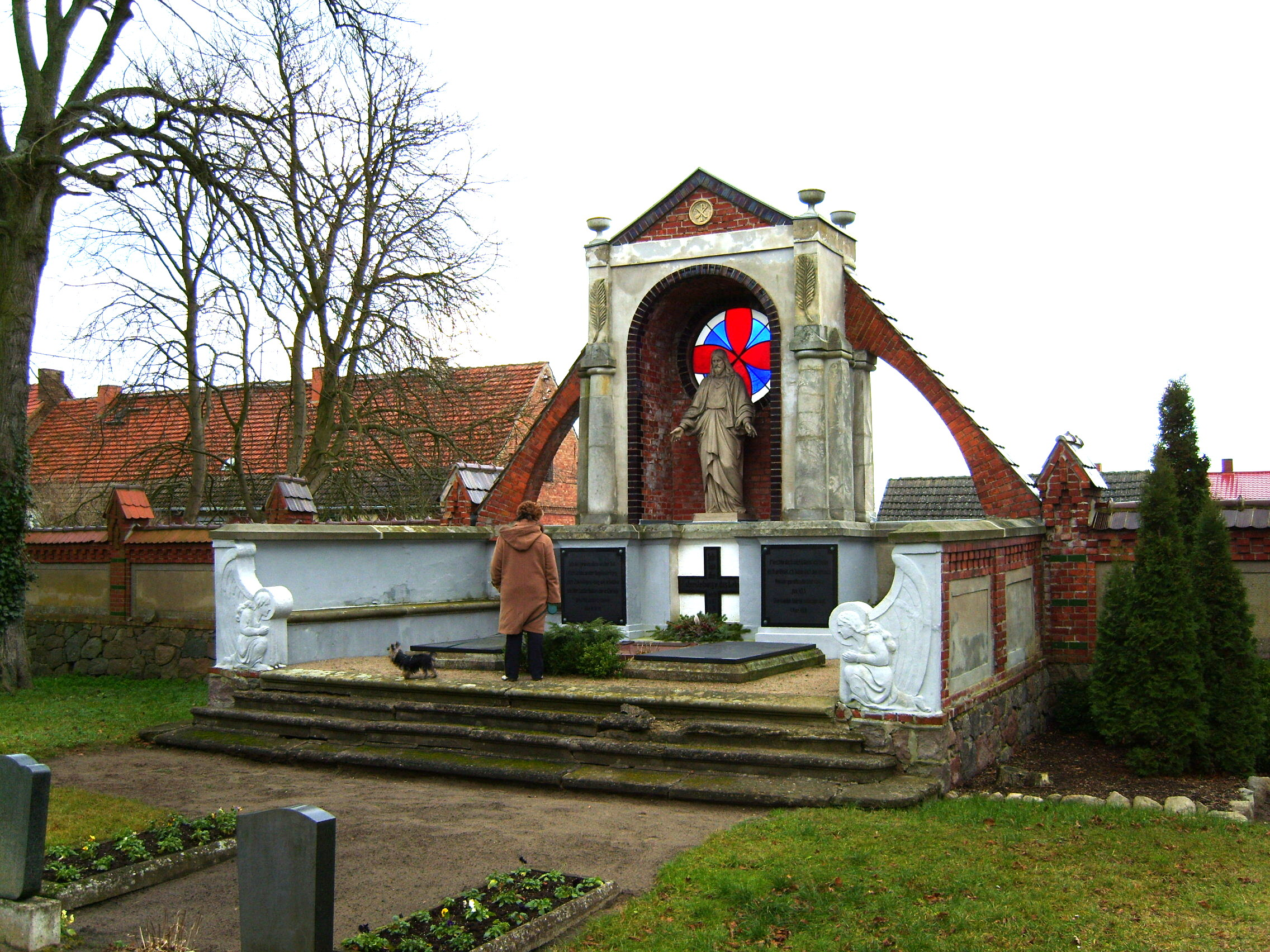
Löwitz
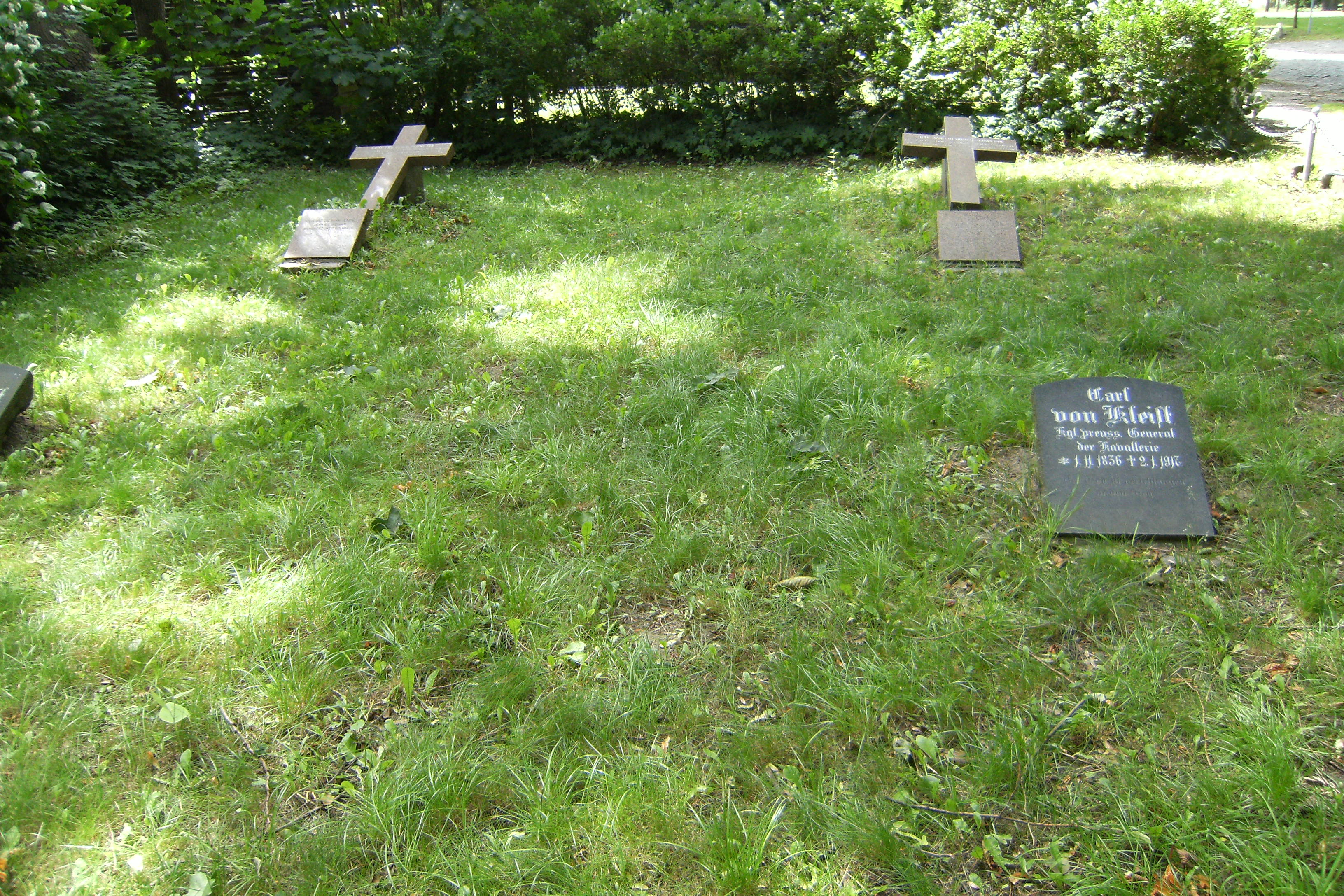
Stolpe/Usedom